# M1 Carbine
La carabina M1 (formalmente chiamata United States Carbine, Caliber .30, M1) è un'arma semiautomatica semplice e leggera in calibro .30 usata dall'Esercito degli Stati Uniti durante la Seconda guerra mondiale e poi rimasta in servizio fino alla Guerra del Vietnam. La produzione variò nel corso degli anni con modelli nuovi e rivisitazioni che l'hanno resa molto popolare anche tra i civili. Venne prodotta in numerose varianti ed è stata largamente adoperata da forze paramilitari e di polizia in tutto il mondo.
La carabina M2 è la versione della M1 dotata di selettore di fuoco, e capace di operare sia in modalità fuoco semi-automatico che automatico. La carabina M3 è stata una variante della M2 con un sistema attivo di mirino telescopico a infrarossi.
Nonostante il nome simile e alcune somiglianze estetiche, la carabina M1 non è una variante carabina del M1 Garand, nemmeno il munizionamento. Fu chiamata "carabina" semplicemente per la lunghezza inferiore al normale. Il 1º luglio 1925 l'esercito statunitense introdusse l'attuale sistema di nomenclatura in cui "M" sta per "modello" e il numero rappresenta lo sviluppo sequenziale dell'equipaggiamento e delle varie armi. Detto ciò, la "carabina M1" indica il primo tipo di arma sviluppata in questa categoria, la "carabina M2" fu la seconda arma tra le carabine e così via.

## Storia

### Le limitazioni delle armi nell'arsenale statunitense

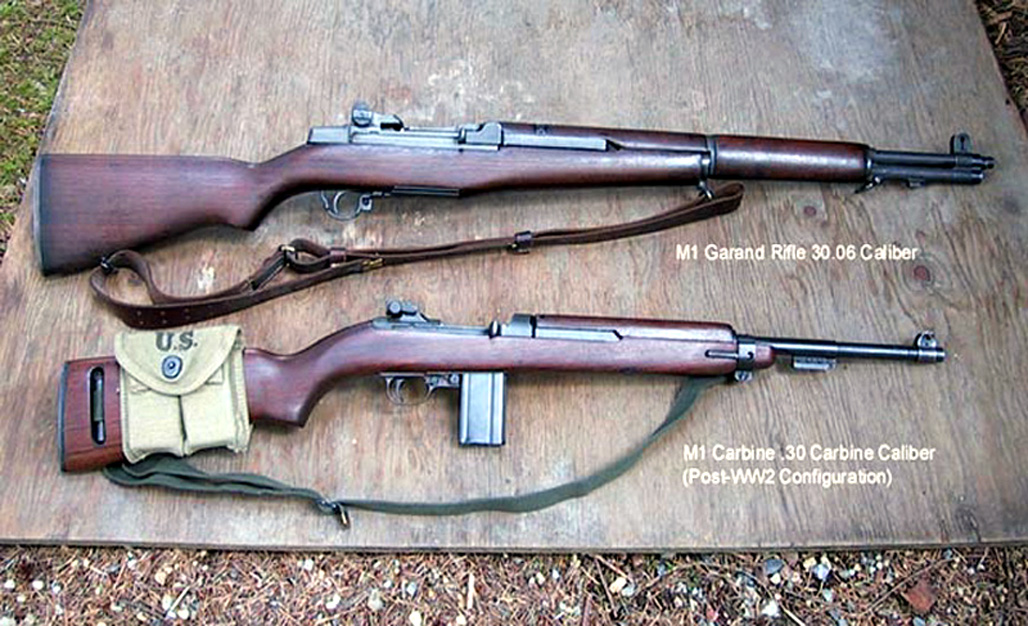
Fucile e carabina M1 condividono esclusivamente la placca metallica del calcio. Usano anche munizioni diverse, benché entrambe .30.

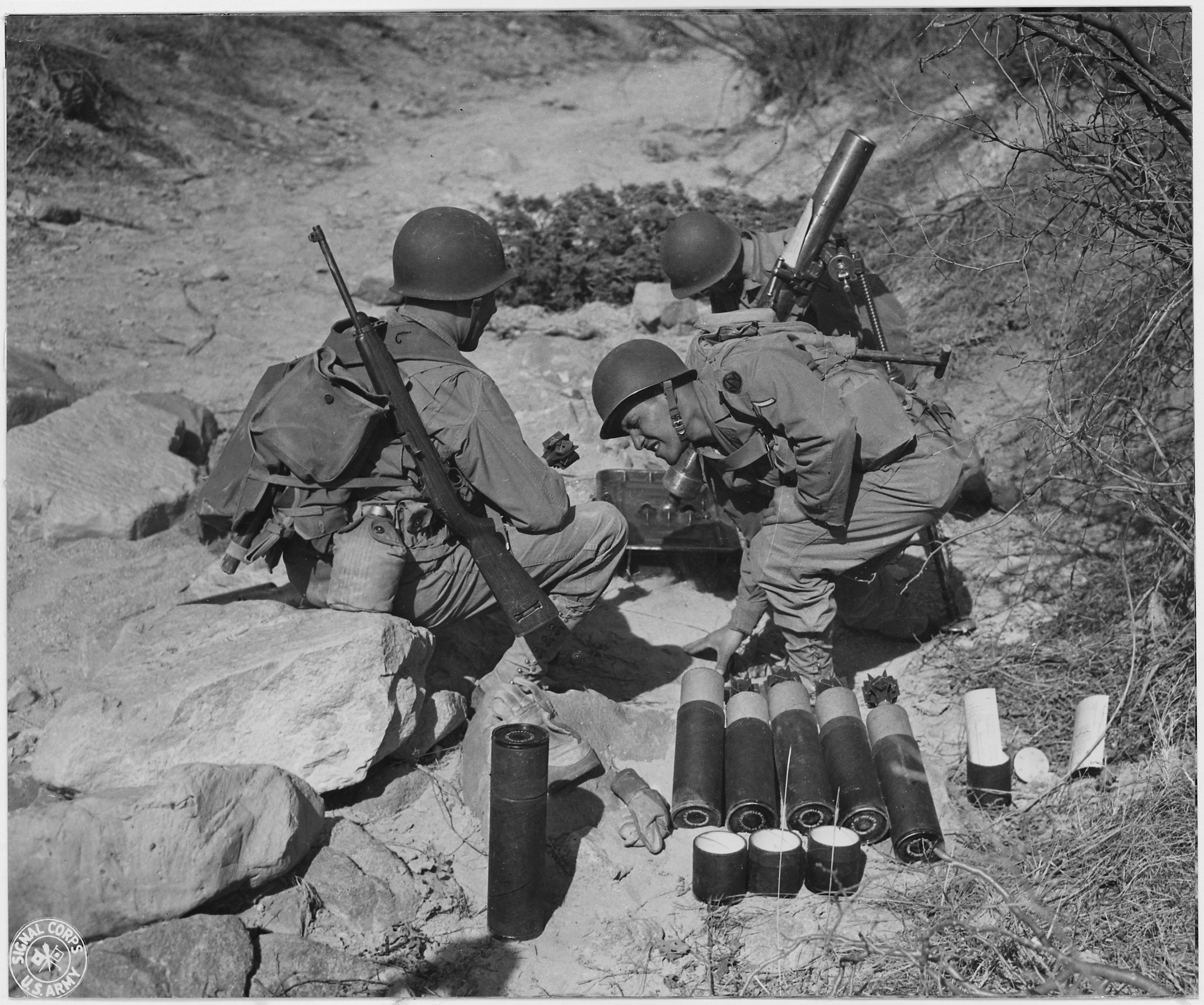
Squadra mortaio in azione a Camp Carson, Colorado, il 24 aprile 1943. Il soldato a sinistra è equipaggiato con una Carabina M1.

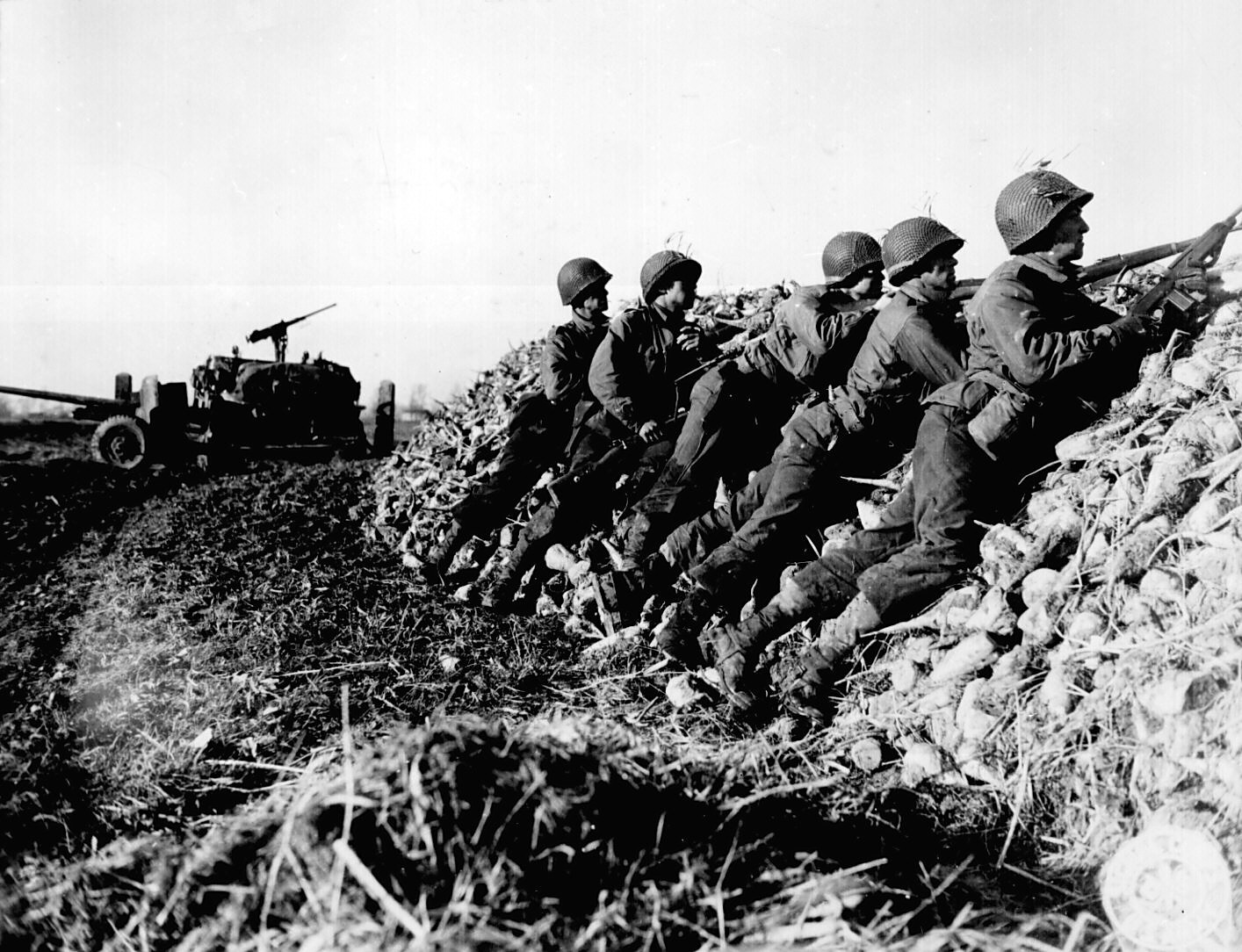
Squadra anticarro in azione in Olanda, 4 novembre 1944. Il soldato più a destra impugna una Carabina M1.

Già prima della Seconda guerra mondiale l'Ordnance Department dell'Esercito degli Stati Uniti aveva ricevuto dei rapporti nei quali si sosteneva che il fucile M1 Garand fosse troppo ingombrante e pesante da trasportare per le truppe di supporto, come carristi, squadre mortaio e operatori radio. Nel corso di esercitazioni antecedenti allo scoppio del conflitto e nelle prime fasi del conflitto, venne rilevato che l'M1 Garand impediva la mobilità dei soldati, in quanto fucile a tracolla si incastrava spesso negli arbusti e cespugli, oppure colpiva la parte posteriore dell'elmetto facendolo andare sugli occhi. Molti soldati lamentarono che il fucile scivolasse dalla spalla a meno che non fosse portato a tracolla diagonalmente sulla schiena, dove però impediva l'uso di pacchi da campo e zaini.
Inoltre, la strategia della Germania di sfruttare alianti per aviotrasportare gruppi di paracadutisti, per lanciare attacchi a sorpresa secondo la strategia del blitzkrieg oltre le linee nemiche, fece sorgere l'esigenza di una nuova arma compatta per la fanteria che fosse adatta ad equipaggiare le truppe di supporto per questi combattenti. Si richiedeva un'arma da difesa che fosse leggera e compatta, che avesse una maggior portata e precisione di una pistola, ma che mantenesse un peso inferiore sia al Garand M1 che al mitra Thompson. L'Esercito degli Stati Uniti decise che un'arma di tipo carabina avrebbe potuto soddisfare adeguatamente tali esigenze operative, e specificò che la nuova arma non avrebbe dovuto pesare più di 2.5 chilogrammi e avere una portata effettiva di 270 metri. Le unità di paracadutisti vennero inserite nella lista dei potenziali fruitori di tale nuova arma, per cui venne sviluppata specificamente una versione con calcio ripiegabile.

### La progettazione della nuova carabina
Nel 1938 l'Ordnance Department venne incaricato di sviluppare un "fucile leggero" o una carabina, sebbene i requisiti per l'arma non sarebbero stati definitivamente approvati fino al 1940. Questo portò ad una competizione nel 1941 tra le varie compagnie di produzione militare.
La Winchester, dapprima, non sottopose il progetto di una carabina, visto che era impegnata nella progettazione di un fucile militare M2 camerato per il .30-06. Il fucile M2 originò da un progetto di Jonathan "Ed" Browning, fratello del più famoso John Moses Browning. Un paio di mesi dopo la morte di Ed Browning nel maggio 1939, la Winchester assunse David Marshall "Carbine" Williams che aveva cominciato a lavorare al progetto di carabina azionata a pistone a "corsa corta" durante un breve soggiorno in una colonia penale di bassa sicurezza. La Winchester, dopo il suo rilascio, assunse Williams sulla base delle raccomandazioni dei leader dell'industria delle armi da fuoco, nella speranza che Williams fosse in grado di completare i progetti lasciati incompiuti da Ed Browning, tra cui il fucile M2 camerato .30-06. Williams introdusse il suo pistone a "corsa corta" nel progetto già esistente. Dopo le prime prove sul campo dei fucili semi-automatici effettuate dai Marines statunitensi, il meccanismo di chiusura di Browning si rivelò inaffidabile in ambienti polverosi. Di conseguenza Williams decise di modificare il progetto del M2 inserendo il sistema di otturatore rotante Garand e una slitta operativa, mantenendo il pistone a "corsa corta". Nel maggio 1941, Williams riuscì ad alleggerire il prototipo dell'M2 dai 4.3 kg originali ai 3.4 kg del progetto finale.
L'Ordnance Department si disse non soddisfatto delle prime serie di prototipi di carabine inviati dalle varie industrie belliche e alcuni progettisti indipendenti. La Winchester si mise in contatto con l'Ordnance Department per proporre il proprio progetto del fucile M2. Il Maggiore René Studler della Ordnance ritenne possibile scalare il fucile per farne una carabina dal peso ancora più contenuto (dai 2 ai 2.2 kg) e richiese un prototipo al più presto. Il primo esemplare venne costruito alla Winchester in 13 giorni da William C. Roemer, Fred Humeston e altri tre lavoratori della Winchester sotto la supervisione di Edwin Pugsley, ed era essenzialmente una versione dell'M2 camerato .30-06 ridotta per camerare cartucce .30 Carbine. Il prototipo messo in piedi fu realizzato con parti ricavate da altre armi: il gruppo grilletto e il blocco di un fucile Winchester M1905 e una barra di azionamento di un Garand modificata per entrare nella nuova arma. Il prototipo fece immediatamente colpo sugli esaminatori dell'esercito.
Dopo i primi test dell'Esercito nell'agosto del 1941, il team di progettisti della Winchester si impegnò nel sviluppare una versione più rifinita dell'arma. Williams partecipò nella fase di rifinitura finale. Il secondo prototipo riscontrò maggior successo rispetto alle altre carabine proposte nel settembre del 1941, e alla Winchester venne notificato il successo del loro prototipo nel mese seguente. La standardizzazione della carabina M1 avvenne il 22 ottobre 1941. Questa storia fu di ispirazione per il film del 1952 Carabina Williams con James Stewart. A differenza di quanto mostrato nel film, tuttavia, Williams ebbe poco a che vedere con lo sviluppo dell'arma, se non per il design del pistone a gas a corsa corta. Williams progettò il suo nuovo sistema indipendentemente dagli altri membri della Winchester, ma il prototipo non fu pronto prima del dicembre 1941, due mesi dopo che la carabine Winchester M1 era stato già adottato e classificato. Il supervisore della Winchester, Edwin Pugsley ammise che il progetto di Williams fosse "un progresso rispetto a quello che è stato accettato", ma fece notare che la decisione di Williams di procedere da solo fu un ostacolo non indifferente per il progetto, e le caratteristiche del nuovo prototipo di Williams non vennero mai incluse nell'arma adottata. In una nota del 1951 scritta in preda al timore di una causa per violazione del brevetto da parte di Williams, Winchester notò come il brevetto per il pistone a corsa corta potesse essere stato impropriamente concesso a Williams per via di un errore dell'Ufficio brevetti, in quanto vi era già un precedente brevetto che copriva il medesimo principio di funzionamento.
Nel 1973 il caporedattore tecnico della National Rifle Association of America (NRA) contattò Edwin Pugsley per un "ultimo testamento tecnico" sulla storia della carabina M1; Pugsley morì due anni dopo, il 19 novembre 1975. Secondo Pugsley "la carabina non venne sviluppata da una sola persona", ma fu il risultato di un gruppo di lavoro che comprendeva William C. Roemer, David Marshall Williams, Fred Humeston, Cliff Warner, almeno tre ingegneri della Winchester e lo stesso Pugsley. Le idee vennero prese e rielaborate a partire sistema a gas di Williams montato sul fucile Winchester M2 Browning, il gruppo scatto e caricatore del Winchester M1905, l'otturatore rotante e le dimensioni del calcio del Garand M1 e il sistema di fissaggio della canna da un fucile a pallettoni della collezione privata di Pugsley.

## Caratteristiche

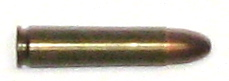
La munizione .30 Carbine.

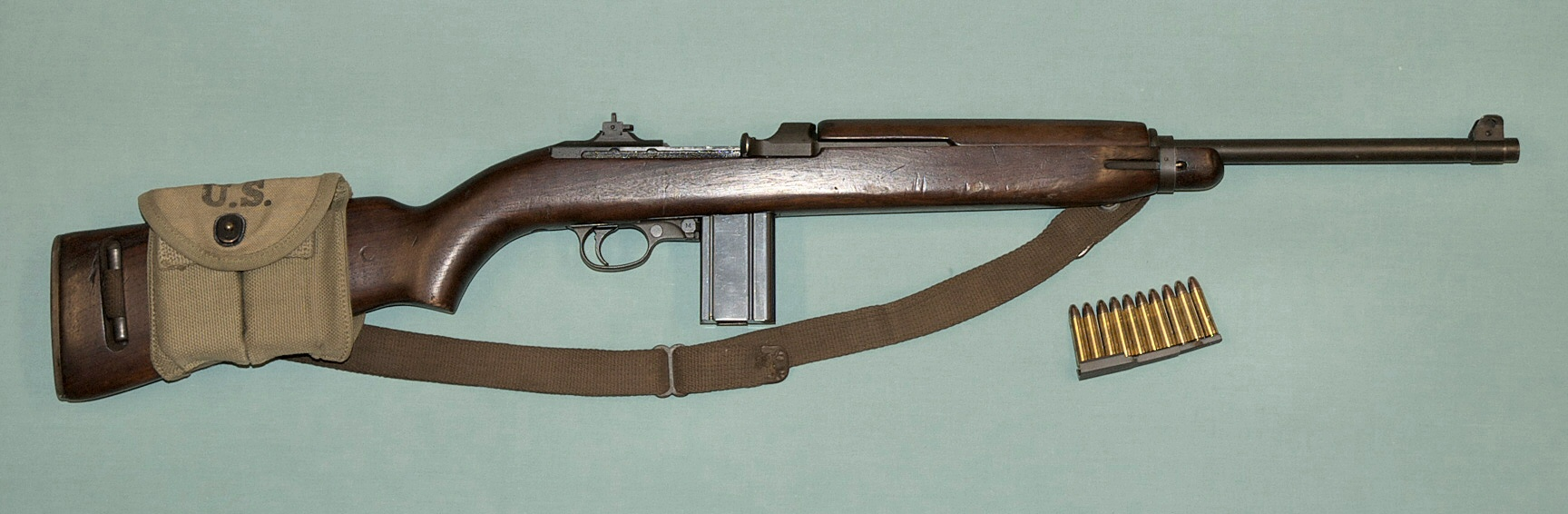
Una carabina M1 con le sacche per i caricatori di riserva fissate alla calciatura.

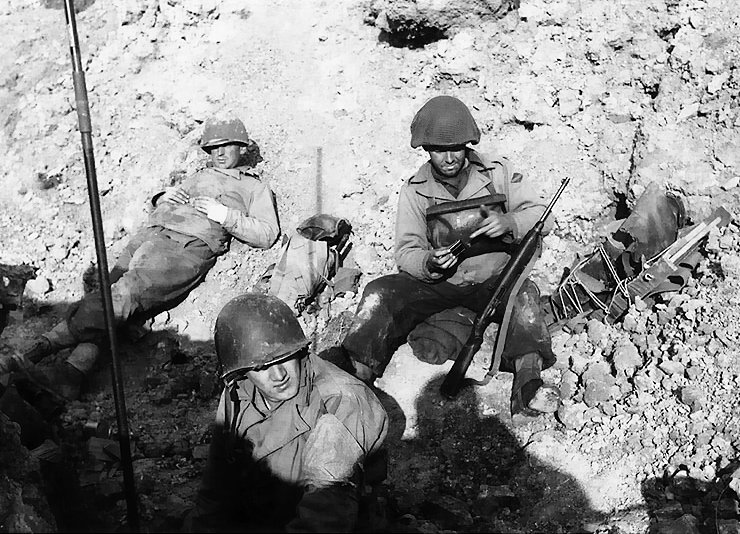
Ranger statunitensi si prendono una pausa vicino a Pointe du Hoc, 6 giugno 1944. Il ranger al centro sta ricaricando il caricatore della sua Carabina M1.

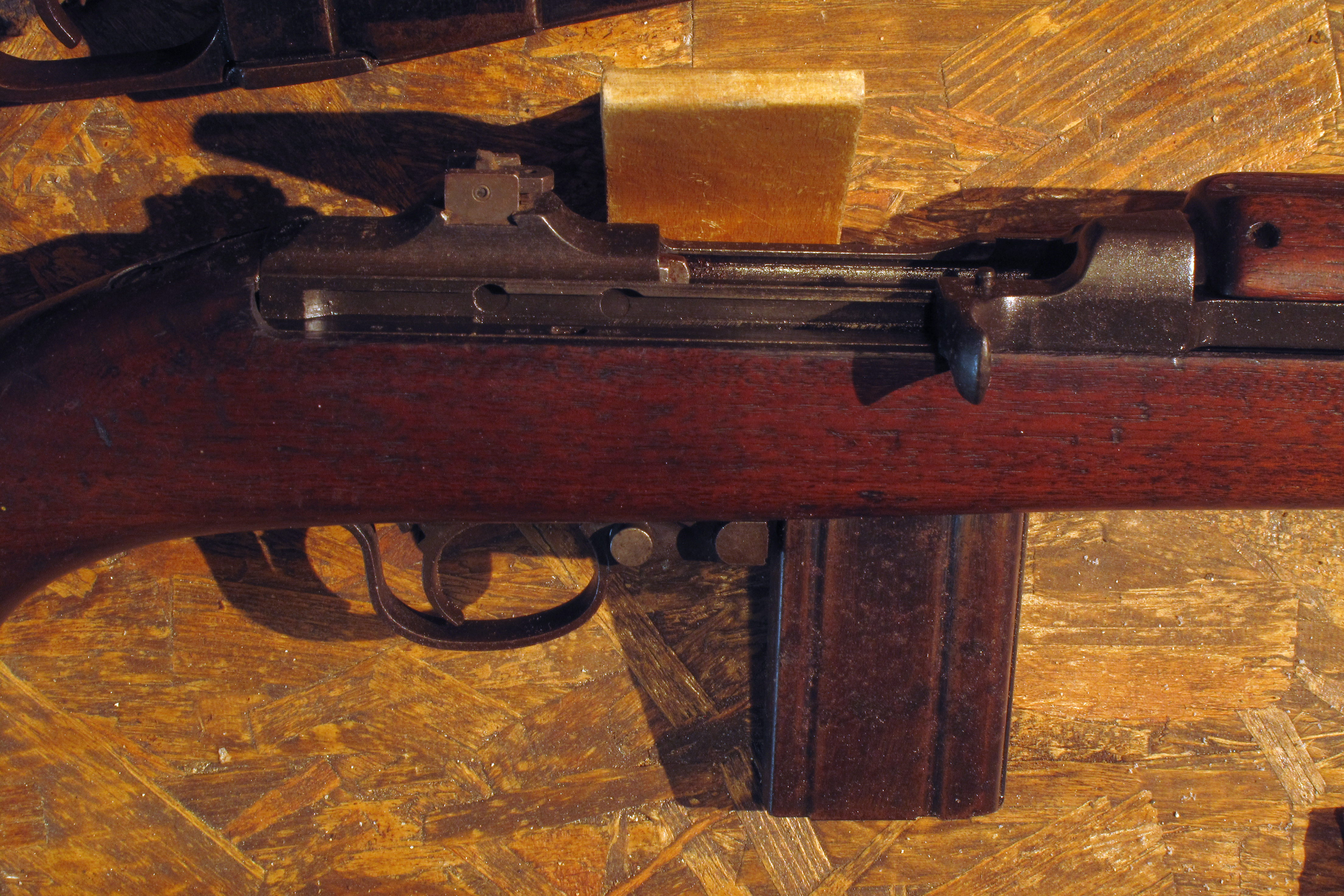
Primo piano del castello di una Carabina M1.

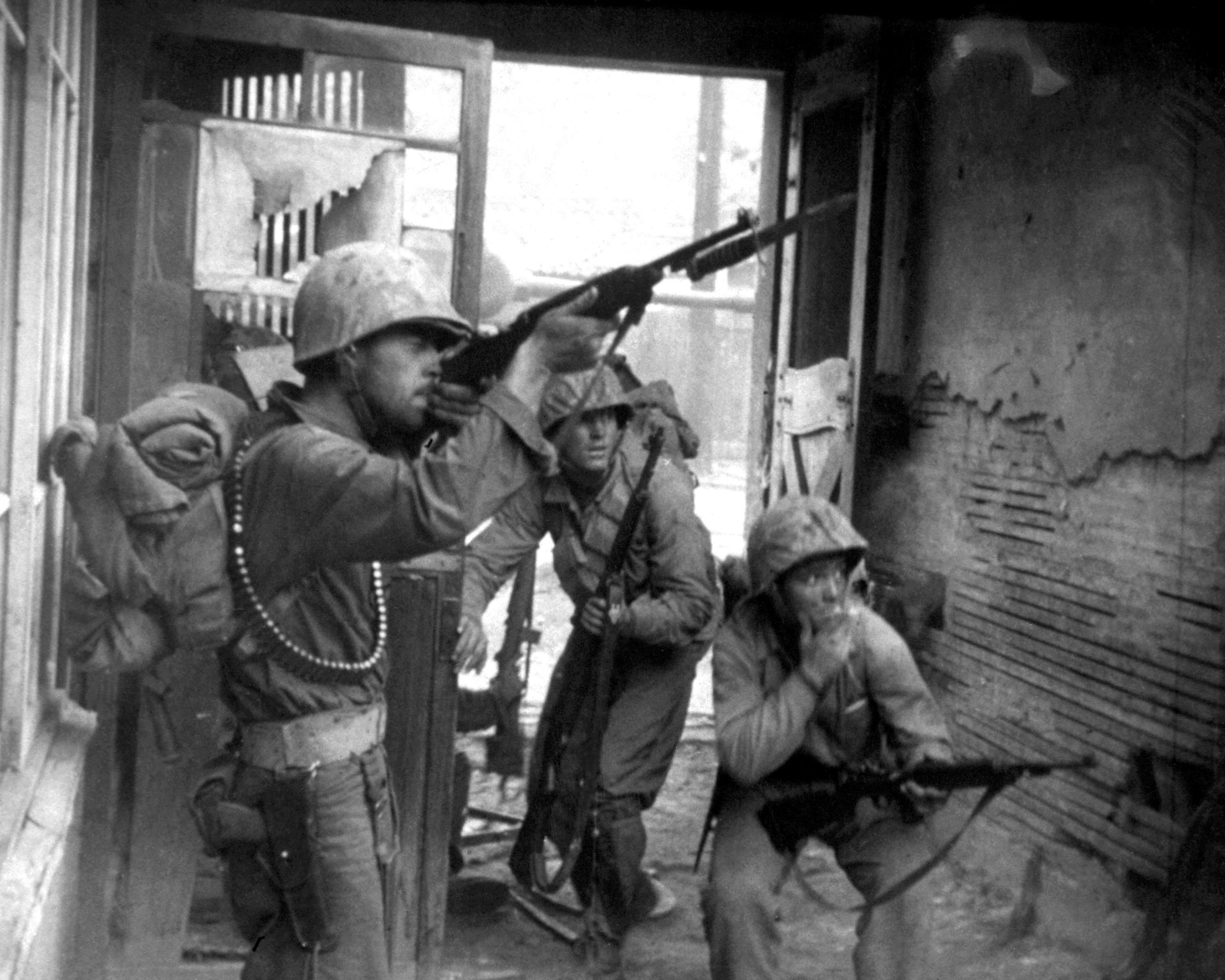
Soldati statunitensi impegnati in combattimento per le strade di Seul, il 20 settembre 1950. Tre dei soldati sono equipaggiati con Carabine M1.

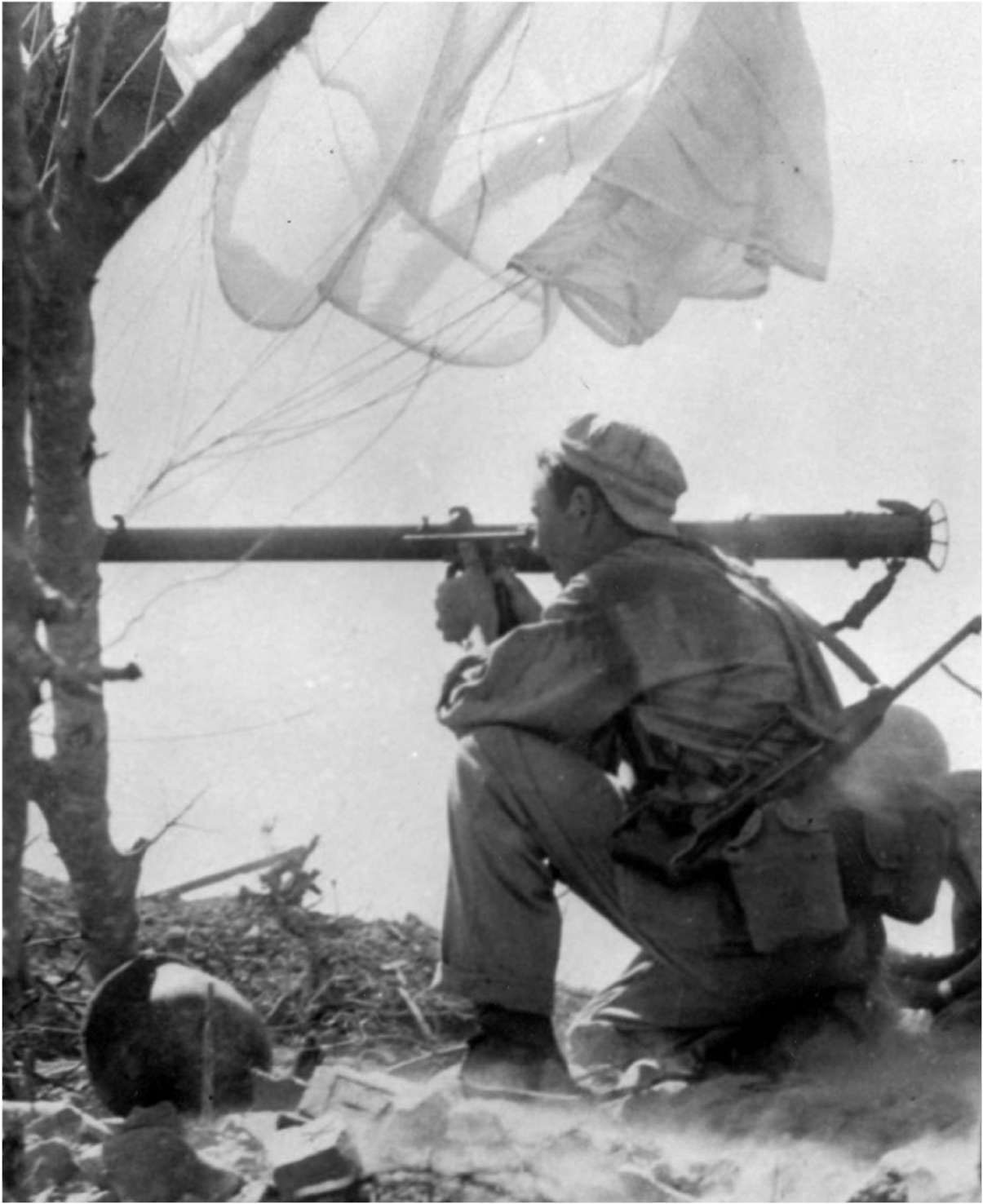
Un soldato armato di bazooka M1A1 a Greary Point, Corregidor. Notare la carabina con calcio pieghevole al fianco.

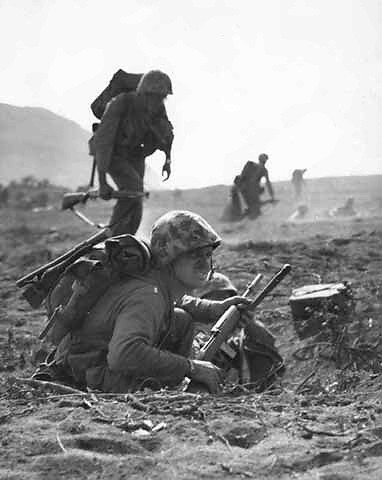
Un marine armato di Carabina M1 con lanciagranate M8 montato alla volata durante la Battaglia di Iwo Jima.

### Munizionamento
La munizione .30 Carbine è essenzialmente un miglioramento dell'obsoleto .32 Winchester Self-Loading introdotto per il fucile Winchester Model 1905. Il propellente era nettamente più recente e migliore, potendo beneficiare degli sviluppi dell'industria chimica. Come risultato, il .30 Carbine è più potente e performante del circa 27% rispetto al predecessore. La palla standard del .30 Carbine pesa 110 grani (7,1 g), una cartuccia carica è 195 grani (12,6 g) e con una velocità alla volata di 610 m/s riesce a liberare 1.311 joule di potenza quando sparata da un'arma con canna standard da 18 pollici (457 mm) come quella dell'M1.
A confronto, la palla .30-06 Springfield utilizzata dal M1 Garand è quasi tre volte più potente del .30 Carbine, la quale è a sua volta due volte più potente della munizione .45 ACP utilizzata dal Thompson Submachine Gun di utilizzo comune al tempo. La palla del .30 Carbine pesa 152 grani (9,8 g) e con una veolcità alla volata di 855 m/s si ottiene un'energia pari a 3.600 J. Infatti la carabina M1 offre una migliore gittata, migliore precisione e migliore penetrazione rispetto alle altri armi mitragliatrici. Inoltre, la carabina M1 pesa la metà di un Thompson e spara una cartuccia più leggera. Quindi un soldato armato di carabina può portare più munizioni di uno armato con il Thompson.
La categorizzazione della Carabina M1 è sempre stata oggetto di notevoli dibattiti. Sebbene comunemente accostata al successivo StG 44 tedesco e all'AK-47 russo, l'M1 e l'M2 sono in realtà molto meno potenti delle due controparti. Piuttosto, la carabina M1 rientra più precisamente tra i mitra e i fucili d'assalto, e potrebbe essere considerato il sistema d'arma precursore delle armi da difesa personale (o Personal Defense Weapon, PDW) dato che svolgeva una funzione simile.
Una caratteristica della munizione .30 Carbine è che fin dalle prime fasi della produzione si fece richiesta per un propellente non corrosivo. Fu la prima volta che si fece uso su larga scala di questo tipo di propellente in ambito militare. Dato che il fucile aveva un sistema di gas chiuso, di norma non smontabile sul campo, l'impiego di un propellente corrosivo avrebbe portato a un rapido deterioramento del funzionamento del sistema di gas. L'uso di propellenti non corrosivi fu una vera e propria novità tra il munizionamento dell'epoca. Vennero riportati alcuni inceppamenti nei primi lotti di munizionamento di .30 Carbine, la cui causa venne attribuita all'ingresso di umidità nel composto del propellente non corrosivo.

### Organi di mira, gittata e precisione
La Carabina M1 entrò in servizio con due semplici diottre rotanti, aventi due settaggi: uno da 150 iarde (137 metri) e 300 iarde (274 metri). Tuttavia, i feedback dei soldati sul campo suggerirono che questo sistema di mira fosse inadeguato, e nel 1944 venne sostituito con un nuovo mirino regolabile in alzo (scorrevole) e deriva con quattro impostazioni: 100 iarde (91 metri), 200 iarde (182 metri), 250 iarde (228 metri) e 300 iarde (274 metri). Questo nuovo mirino era anche regolabile in base al vento.
A 100 metri di distanza, l'arma forma rosate fra i 3 e i 5 pollici (da 8 a 13 cm di diametro), più che valide per lo scopo di difesa ravvicinata per cui l'arma era stata pensata. La portata effettiva massima della carabina M1 era di circa 270 metri. Tuttavia, la caduta della traiettoria proiettile è importante oltre i 180 metri. Di conseguenza, la gittata utile dell'arma si attesta intorno ai 180 metri.

### Caricatori
La Carabina M1 entrò in servizio affiancata da caricatori lineari da 15 colpi. L'introduzione della versione M2 a fuoco selettivo nell'ottobre 1944 fu accompagnata dall'arrivo di caricatori curvi da 30 colpi, anche chiamati dai soldati "banana clip". Dopo la Seconda guerra mondiale, il caricatore da 30 colpi divenne in breve tempo il caricatore standard sia per la carabina M1 che per la M2, sebbene il caricatore da 15 colpi rimase in servizio fino alla fine della Guerra del Vietnam.
L'accessorio forse più comune usato assieme sulla carabina M1 fu sicuramente la doppia tasca per i caricatori da agganciare al calcio dell'arma e che conteneva due caricatori aggiuntivi da 15 colpi. Questa modifica da campo non fu mai approvata in via ufficiale, ma si rivelò un metodo efficiente per fornire la possibilità di avere a disposizione un maggior munizionamento in combattimento. Quando furono introdotti i caricatori da 30, dato che le due tasche potevano ospitare solo caricatori da 15, era frequente la pratica di legare assieme due caricatori da 30 colpi per velocizzare la ricarica, pratica che divenne nota come "jungle style". L'idea portò alla creazione ed introduzione, da parte dell'esercito, dell'accessorio Holder, Magazine T3-A1, anche conosciuto come Jungle Clip, ovvero una fascetta metallica che permetteva di accoppiare due caricatori senza usare del banale nastro adesivo.
Tuttavia, il caricatore da 30 colpi, introdotto con la carabina M2 con fuoco selettivo, non sarebbe stato trattenuto adeguatamente in sede dalla carabina M1 in quanto il meccanismo di aggancio del caricatore venne progettato per caricatori da 15 colpi. Di conseguenza il caricatore da 30 colpi, più pesante, non sarebbe rimasto posizionato correttamente nell'alloggio del caricatore della carabina M1 a causa del maggior peso e della diversa forma della bocca di alimentazione. Una volta montato, il caricatore da 30 colpi traballava (dando origine a problemi di affidabilità dell'alimentazione) o addirittura cadeva; proprio questi problemi alimentarono le pessime recensioni sull'affidabilità di tali caricatori. Oltretutto, essendo molto pesanti ma assemblati con lamine d'acciaio sottili, questi caricatori erano ancora più inclini a danneggiarsi a causa della maggior lunghezza e peso una volta caricati. In risposta a queste problematiche, l'iniziale produzione delle carabine M1 dovettero essere equipaggiate con il gancio del caricatore "Type IV" usati sulla carabina M2 (e sulle ultime carabine M1 prodotte) nel caso in cui sarebbero state utilizzate con caricatori da 30 colpi in modo da garantire un corretto caricamento e funzionamento. Per usare i caricatori da 30 sulla M1 si dovette quindi sostituire il sistema di ritenzione del caricatore con quello presente sulla M2. Inoltre, il consiglio è di caricare i caricatori banana con soli 25 colpi per preservare la molla da compressioni forzate e durature.
I primi rapporti di combattimento evidenziarono che il pulsante di rilascio caricatore della carabine M1 veniva spesso confuso dai soldati in combattimento con la sicura. Quando ciò accadeva, premendo il pulsante di rilascio del caricatore il caricatore cadeva, mentre il selettore della sicura rimaneva nella posizione "off" e quindi disinserita. Di conseguenza, per evitare questa confusione, si decise di riprogettare la sicura come una leva rotante.

### Accessori
Originariamente la carabina M1 non venne dotata di un attacco per la baionetta, ma il personale equipaggiato con essa era spesso dotato anche di un kit da trincea M3, o anche chiamato "coltello da trincea M3". A causa delle richieste provenienti dal campo, la carabina M1 venne modificata per includere un attacco per la baionetta M4 a partire dal 1945. Tuttavia, pochissime di queste nuove armi giunsero le linee di combattimento prima della fine della Seconda guerra mondiale. All'indomani del conflitto mondiale, l'attacco per la baionetta venne aggiunto a molte della carabine M1 nel corso del processo di ricondizionamento dell'arsenale militare degli Stati Uniti. Allo scoppio della guerra di Corea, la baionetta era accessorio standard della carabina M1. Ad oggi, è raro trovare una carabina M1 originale priva dell'attacco per la baionetta. La carabina M1 monta la baionetta M4, che era basata sul precedente coltello da trincea M3 e rappresentò il punto di partenza per lo sviluppo dei successivi coltelli da trincea M5, M6 e M7.
Venne sviluppata anche una variante a calcio ripiegabile, l'M1A1, pensata per le truppe aviotrasportate. La Divisione Inland della General Motors ne produsse 140.000 esemplari in due lotti di produzione nel 1942. Furono inizialmente distribuite alla 82ª e 101ª Divisione Aviotrasportata, per poi essere assegnate successivamente a tutti i reparti delle unità aviotrasportate e dei Marines. L'M1A1 con calcio ripiegabile è un progetto insolito in cui il calcio non è fissato in una posizione aperta o chiusa, ma piuttosto è tenuto in sede da una canna a molla.
Mano a mano che le carabine vennero ricondizionate, alcune parti come il sistema di ritenzione del caricatore, il sistema di mira telescopica, l'attacco per la baionetta e il calcio vennero aggiornate con le componenti che erano divenute standard. Inoltre, sia durante che dopo la Seconda guerra mondiale, molte carabine semiautomatiche M1 vennero convertite in carabine M2 con selettore di fuoco usando gli appositi kit di conversione T17 e T18. La conversione prevedeva la modifica della leva di scatto, del carrello e dell'alloggiamento del grilletto, ma anche l'aggiunta di un sezionatore, della leva del sezionatore e di un selettore che potesse impostare la modalità di fuoco semi-automatico o totalmente automatico.
Durante la Seconda guerra mondiale, venne sviluppato il soppressore di fiamma T23 (M3) per ridurre la fiammata dello sparo dalla carabina, ma non venne introdotto in servizio fino all'avvento della carabina M3.. Con l'eccezione di quei T23 montati sulle Carabine M3, furono ben pochi i soppressori di fuoco che si videro effettivamente in azione durante il conflitto, sebbene vi siano testimonianze occasionali di alcuni carristi che costruirono artigianalmente dei soppressori improvvisati per le loro armi.
I test di combattimento della carabina M2 spinsero le Forze di terra dell'Esercito degli Stati Uniti a far richieste affinché venisse sviluppato il freno di bocca T13, che venne poi adottato nel settembre 1945.
La Carabina M1 venne usata anche assieme al lanciagranate M8, che venne sviluppato agli inizi del 1944. Veniva usato per l'azionamento una munizione M6 inerte calibro .30 che permetteva il lancio di granate da 22 mm. Tuttavia, lo stress meccanico dovuto al lancio di granate poteva portare alla rottura delle calciature delle armi, e il lanciatore non poteva nemmeno essere utilizzato per lanciare la carica "booster" ausiliaria M7 per estendere la gittata del lancio, in quanto portava alla rottura della calciatura. Pertanto si consigliava di non usare l'arma per il lancio di granate a meno che non fosse assolutamente necessario. Ciò rese la carabina M1 dotata di lanciagranate M8 una tipologia di arma da usare in casi di emergenza.

## Produzione

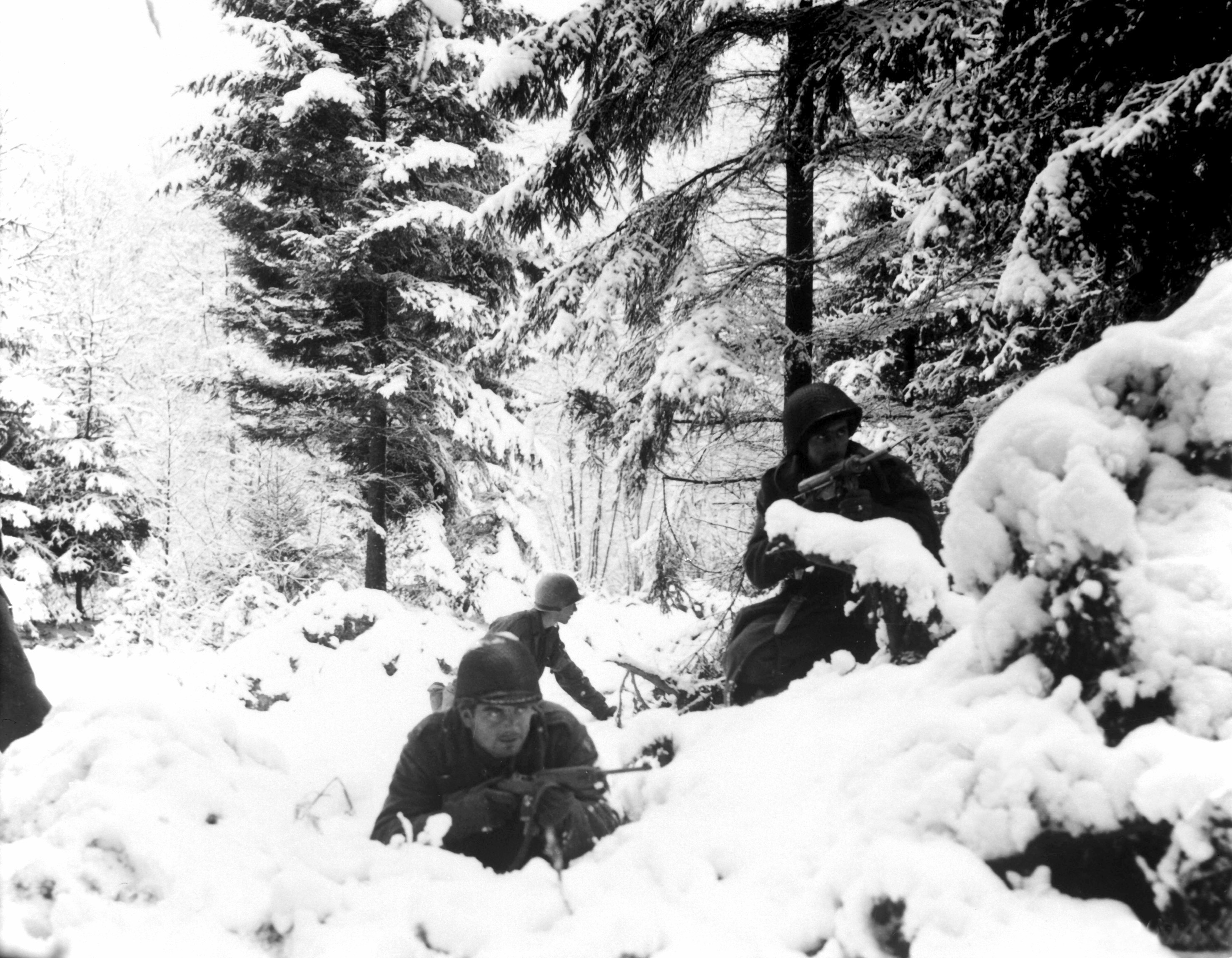
Soldato americano del 290º Reggimento combatte nella neve appena caduta ad Amonines, in Belgio. Il soldato sullo sfondo impugna una Carabina M1.

Vennero prodotte un totale di oltre 6.1 milioni di carabine M1 di vari modelli, rendendo quindi la carabina M1 l'arma leggera più prodotta per l'Esercito degli Stati Uniti durante la Seconda guerra mondiale; difatti, l'M1 Garand venne prodotto in circa 5.4 milioni unità mentre la pistola mitragliatrice Thompson in 1.3 milioni di unità. Nonostante il progetto fosse opera della Winchester, la maggior parte di queste armi fu prodotta da altre fabbriche. La più celebre e più prolifica fu la Divisione Inland della General Motors, seguita da IBM, Underwood Typewriter Company e la Rock-Ola Manufacturing Corporation. Pochi appaltatori realizzarono tutte le componenti necessarie per le carabine con parti proprie: alcuni produttori comprarono le componenti da altri grossi appaltatori o sub-appaltarono componenti minori a società come la Marlin Firearms o la Auto-Ordnance. Ad ogni modo, le componenti di tutti i produttori dovevano essere intercambiabili. Poteva capitare che una fabbrica rimanesse indietro nella produzione, per cui le componenti venivano spedite da una società all'altra nel tentativo di aiutarsi a vicenda nel raggiungere la propria quota di produzione. Quando queste parti venivano spedite ai riceventi a tale scopo, la fabbrica produttrice marchiava i componenti con i marchi di entrambe le società. Spesso le parti venivano prodotte da compagnie diverse e i marchi non sempre combaciavano tra canna e castello. Si optava allora per incidere sul castello una sincrasi dei nomi dei due produttori. Di conseguenza si venivano a creare delle combinazioni decisamente singolari: ad esempio, un'arma prodotta congiuntamente dalla Underwood e dalla Quality Hardware era marcata come "Un-Quality". Molte carabine furono riassemblate in seguito alla guerra negli arsenali, facendo spesso combaciare i marchi su canna e castello, pertanto armi originali con parti miste sono molto ricercate al giorno d'oggi.
La Carabina M1 fu anche una delle armi più economiche prodotte dagli Stati Uniti durante la guerra. All'inizio del conflitto il costo di una carabina era di circa 45 $, pressappoco la metà di un Garand M1 (85 $) e un quinto rispetto al Thompson (225 $). La munizione .30 Carbine era essa stessa più economica della .30-06, era più leggera e più semplice da produrre. Furono tutti fattori chiave nella scelta dell'arma, visto anche il volume di materiale che gli Stati Uniti movimentarono durante la guerra.

## Varianti

### M2
La Carabina M2 era una variante a fuoco selettivo della precedente M1, abilitata al fuoco automatico.

### M3
La variante M3 usava la base di una M2 ma montava un puntatore infrarosso attivo.

## Uso in combattimento

### Seconda guerra mondiale

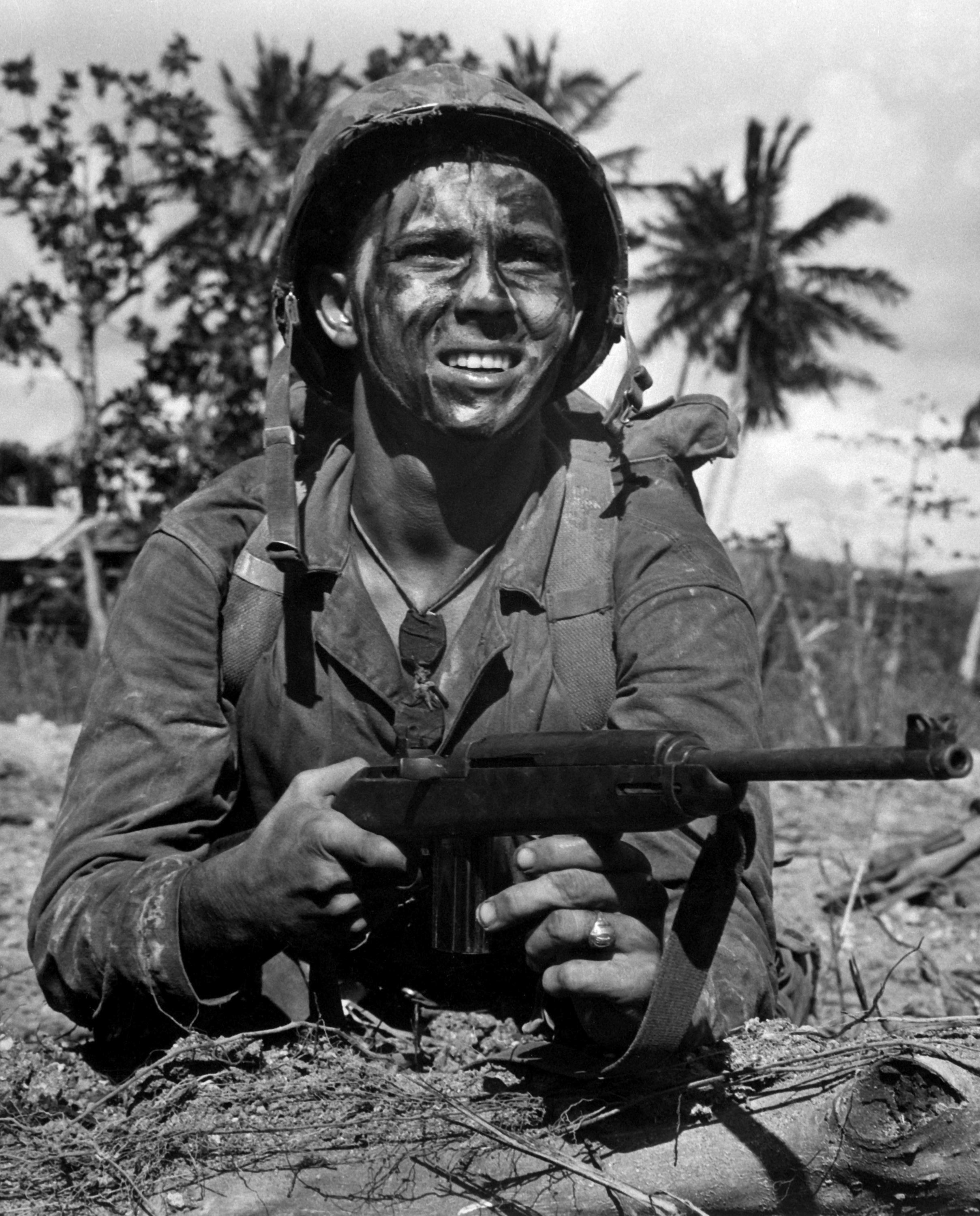
Marine statunitense a Guam.

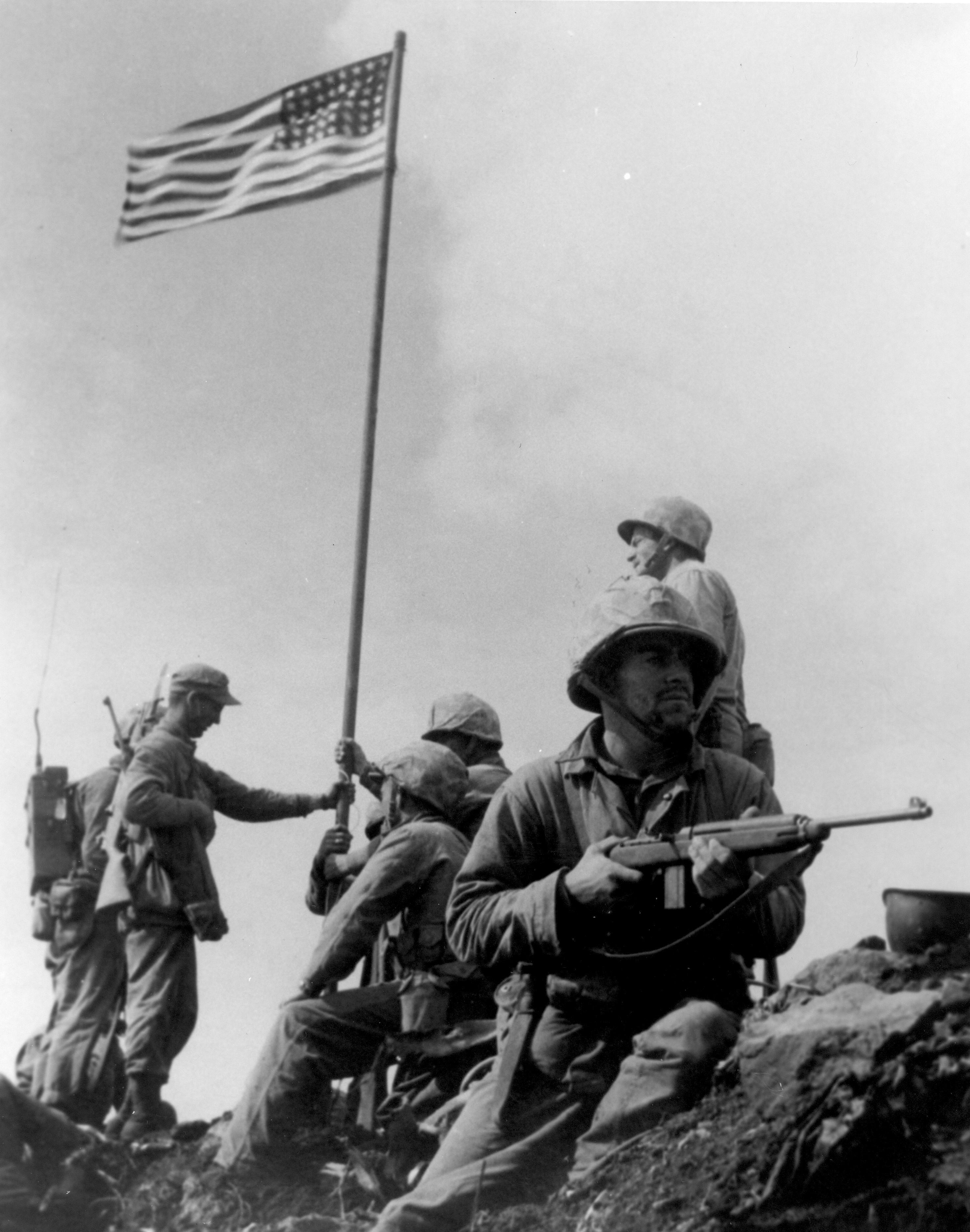
Un soldato impugna una Carabina M1 mentre viene issata la bandiera americana su Iwo Jima.

La Carabina M1, con la sua munizione a basso potenziale, non era originariamente pensata come arma da prima linea, né sarebbe poi stata paragonabile ai più potenti fucili d'assalto del tardo conflitto. Tuttavia, risultava visibilmente superiore alle armi in calibro .45 sia in precisione che in penetrazione, senza contare che il proiettile più leggero permetteva al soldato di trasportare più munizioni. Questi fattori fecero sì che in breve la carabina venisse ampiamente distribuita anche ai reparti d'assalto, oltre che al personale non-combattente. I primi esemplari furono consegnati a metà del 1942, dando priorità alle truppe schierate su fronte europeo (ETO).
L'arma fu da subito apprezzata per le piccole dimensioni, il peso contenuto e la potenza di fuoco, specialmente da quelle truppe che non potevano impiegare fucili a pieno calibro come arma principale. Tuttavia, la reputazione sul campo fu piuttosto controversa e diversi problemi furono riportati durante le operazioni aviotrasportate in Sicilia nel 1943, per poi aumentare gradualmente nell'inverno del 1944.
Nel Pacifico, l'arma fu apprezzata per la sua comodità nel combattimento nella giungla. Sebbene l'arma riuscisse facilmente a penetrare le pareti degli elmetti giapponesi così come buona parte delle protezioni, molti soldati, specie nelle Filippine, riportarono problemi di penetrazione e un basso potere d'arresto. Testimonianze di carabine incapaci di arrestare un soldato nemico, anche dopo diversi colpi, appaiono spesso nei rapporti delle truppe.
L'uso di propellente non corrosivo fu una benedizione per truppe stanziate nel Pacifico, dove la corrosione delle canne era un problema fin troppo frequente con quelle armi camerate in .30-06. In Europa ci furono invece rapporti che testimoniavano mancati spari per l'infiltrazione di umidità nei bossoli.

#### Variante a fuoco selettivo
Inizialmente, la Carabina M1 avrebbe dovuto essere a fuoco selettivo, ma per velocizzare la produzione si decise di omettere la funzione. Il 26 ottobre 1944, in risposta all'uso massiccio da parte dei tedeschi di armi automatiche, in particolare dell'eccezionale StG 44, venne adottata la Carabina M2 assieme ad un nuovo caricatore da 30 colpi. La M2 aveva un rateo di fuoco di 850/900 colpi al minuto. Sebbene la produzione della nuova versione fosse cominciata tardi, l'esercito dispiegò sul campo kit di conversione per M1. Queste armi convertite videro un uso piuttosto limitato, specialmente in Europa, mentre nel Pacifico arrivarono durante la riconquista delle Filippine.

#### Variante con ottica infrarosso
La Carabina M3 era essenzialmente una Carabina M2 con su montato un puntatore infrarosso M2 e senza mire metalliche. Fu impiegata per la prima volta in combattimento durante la Battaglia di Okinawa, dove ne vennero consegnate circa 150. Per la prima volta, i soldati statunitensi avevano a disposizione un'arma che permettesse l'individuazione di tentativi di infiltrazione giapponesi durante la notte. L'arma veniva impiegata da squadre di 2/3 uomini. Di notte, l'arma serviva ad individuare i bersagli a cui l'operatore avrebbe poi indirizzato una raffica di colpi. Il raggio utile di rilevamento della carabina non superava i 60 m a causa della natura primitiva del mirino, distanza che diminuiva sensibilmente in caso di pioggia o nebbia. Eppure, si stima che il 30% delle perdite inflitte ai giapponesi durante la campagna di Okinawa tramite Carabine sia dovuto all'uso di M3.
Il sistema venne lentamente migliorato, e quando scoppiò la Guerra di Corea era disponibile un nuovo modello di mirino, che permetteva una visione piuttosto nitida fino a 110 m. Era sempre necessario però il sistema di batterie da spalla per alimentare il puntatore infrarosso. Furono prodotti un totale di 20.000 esemplari prima che l'arma divenisse totalmente obsoleta e fosse messa a disposizione del mercato civile.

### Guerra di Corea

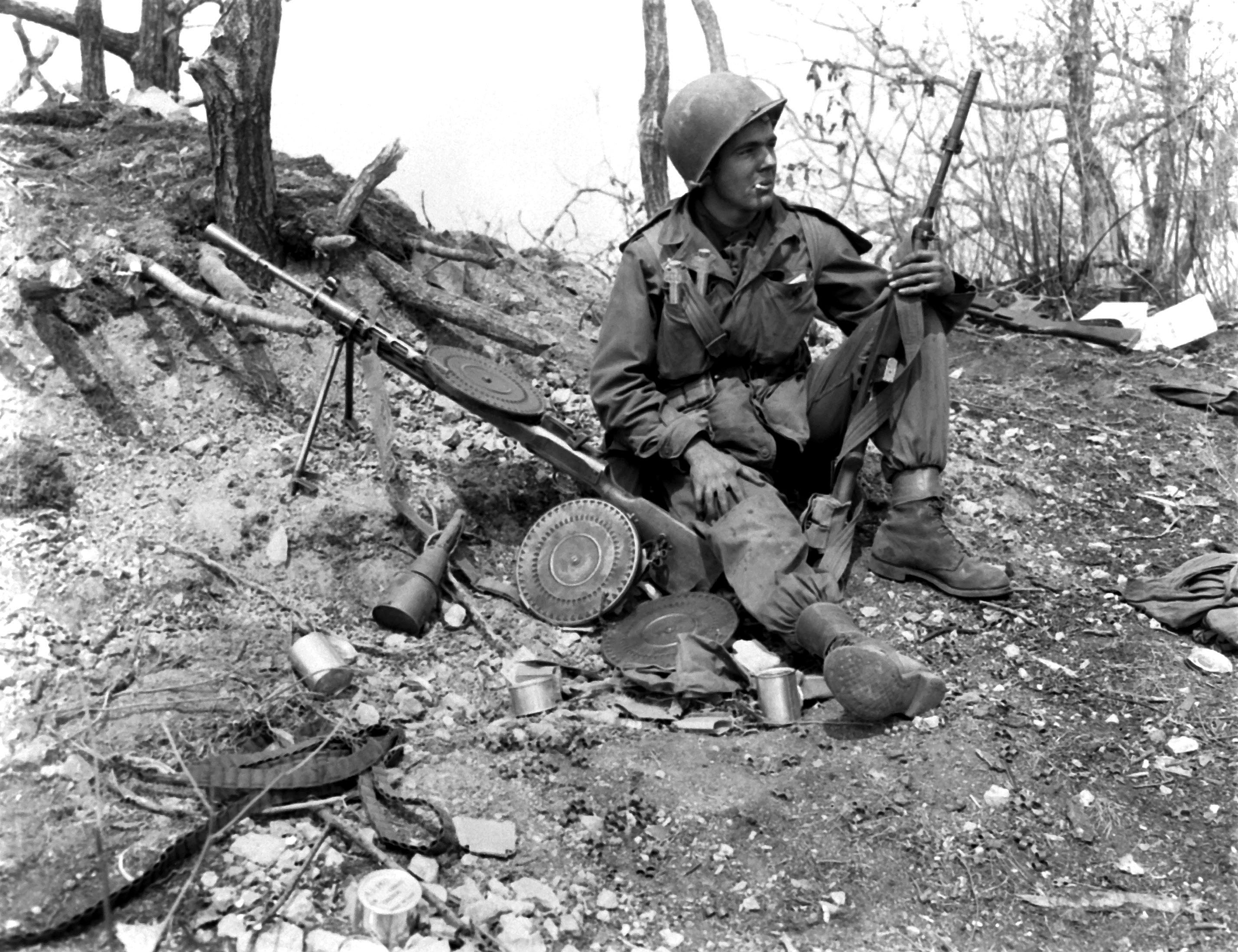
Soldato statunitense armato di carabina M1 durante la Guerra di Corea.L'arma accanto è una Degtjarëv sovietica.

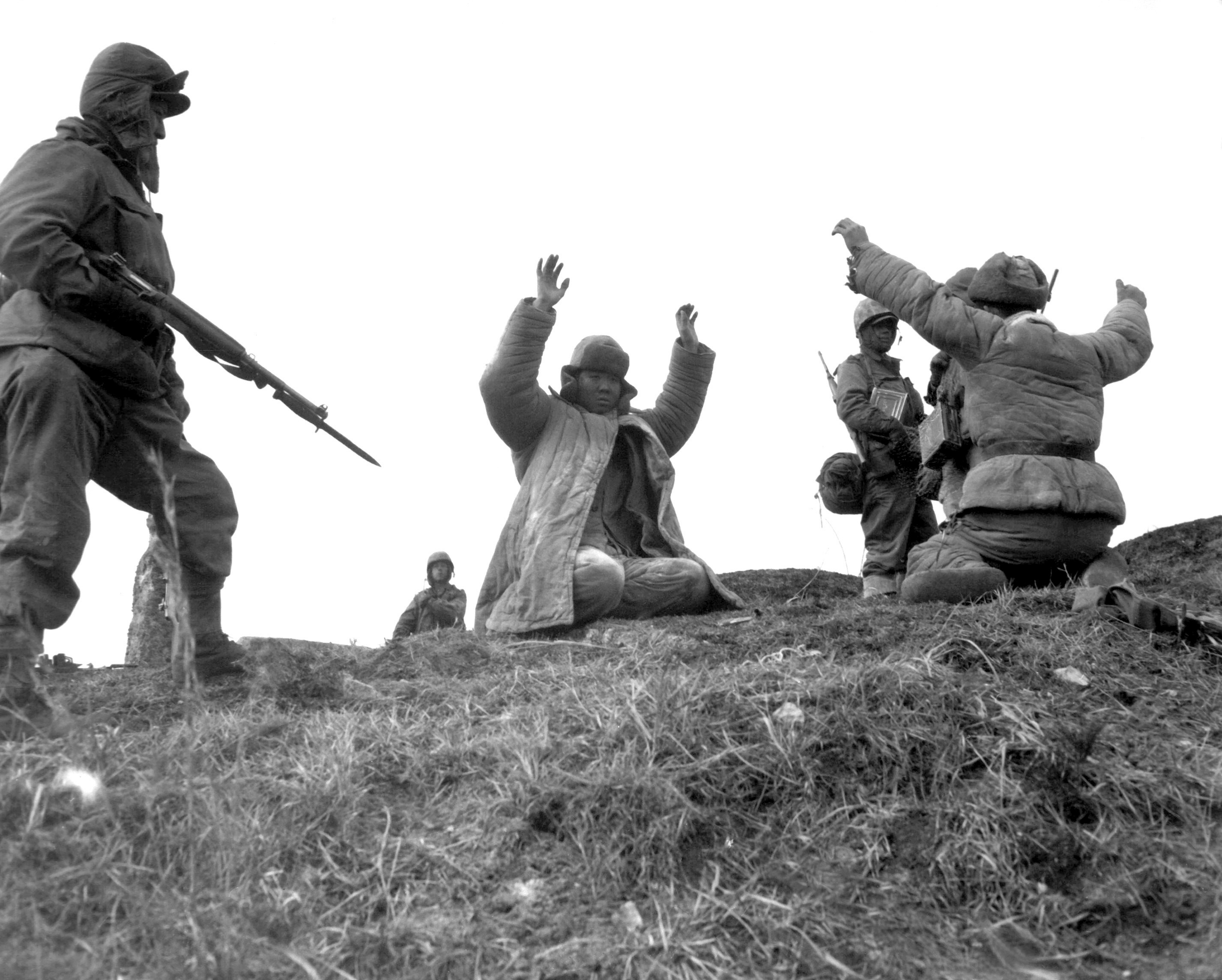
Marine statunitensi tengono d'occhio prigionieri cinesi durante la Guerra di Corea. Il soldato sulla sinistra è armato con un fucile Garand

Per la Guerra di Corea, la Carabina M2 aveva rimpiazzato quasi completamente le pistole mitragliatrici in servizio nell'esercito statunitense. Rimase comunque molto usata la Carabina M1, soprattutto dalle truppe di supporto. Tuttavia, l'arma si dimostrò inaffidabile in condizioni di freddo estremo, ma la cosa è attribuibile ad una molla di ritorno piuttosto scadente e alla scarsa manutenzione.
Vi furono anche molti rapporti sull'incapacità della Carabina di fermare soldati vestiti con abbigliamento pesante, anche dopo molti colpi. SI decise di dare ordine di sparare esclusivamente alla testa. I soldati del PVA che catturarono alcune carabine si lamentarono delle stesse identiche cose.
Una valutazione ufficiale dell'esercito nel 1951 riportava che "non ci sono dati che attestino la precisione dell'arma su distanze superiori ai 50 m [...]. Il 95% dei bersagli abbattuti si trovavano tutti entro i 50 m". La valutazione asseriva anche che "i comandanti hanno impiegato almeno due scontri a fuoco per addestrare i soldati a controllare il fuoco a raffica dell'arma, ed evitare così sprechi enormi di munizionamento".
Nonostante tutte le critiche, la Carabina M2 rimaneva l'arma preferita quando si parlava di pattuglie notturne in Corea. I soldati univano assieme due caricatori con del nastro adesivo per velocizzare il processo di ricarica. La Carabina M3 infrarossa fu usata spesso nelle situazioni di pattuglia contro gli infiltratori notturni. Gli operatori delle M3 usavano colpi traccianti così da indicare alle mitragliatrici gli assembramenti di uomini senza dover sprecare colpi.

### Guerra del Vietnam

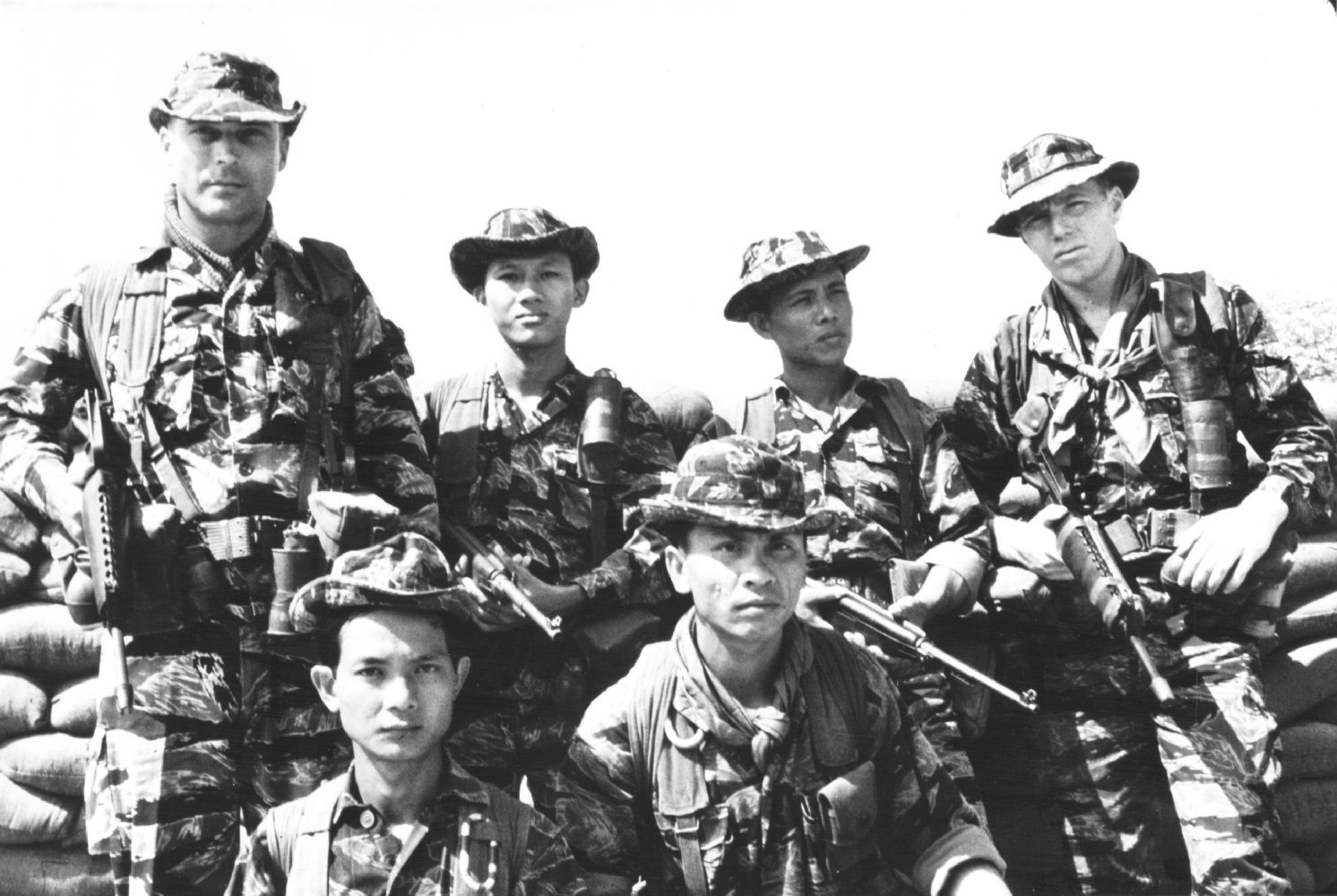
Soldati ARVN armati di Carabine M1 affiancati da soldati statunitensi armati di M16.

Le Carabine M1 e M2 furono ancora impiegate nella Guerra del Vietnam. Ben presto, però, iniziarono ad essere sostituite dal nuovo M16 a partire dal 1964 per diventare definitivamente obsolete negli anni '70. Almeno 793.994 Carabine furono cedute alle forze sudvietnamite per l'uso durante il conflitto. Un certo numero di esse venne catturato dai Vietcong.
La serie M1/M2/M3 rimase la più prodotta per diversi decenni, così come una delle armi più usate nei vari reparti armati statunitensi.

## Uso da parte di altri eserciti

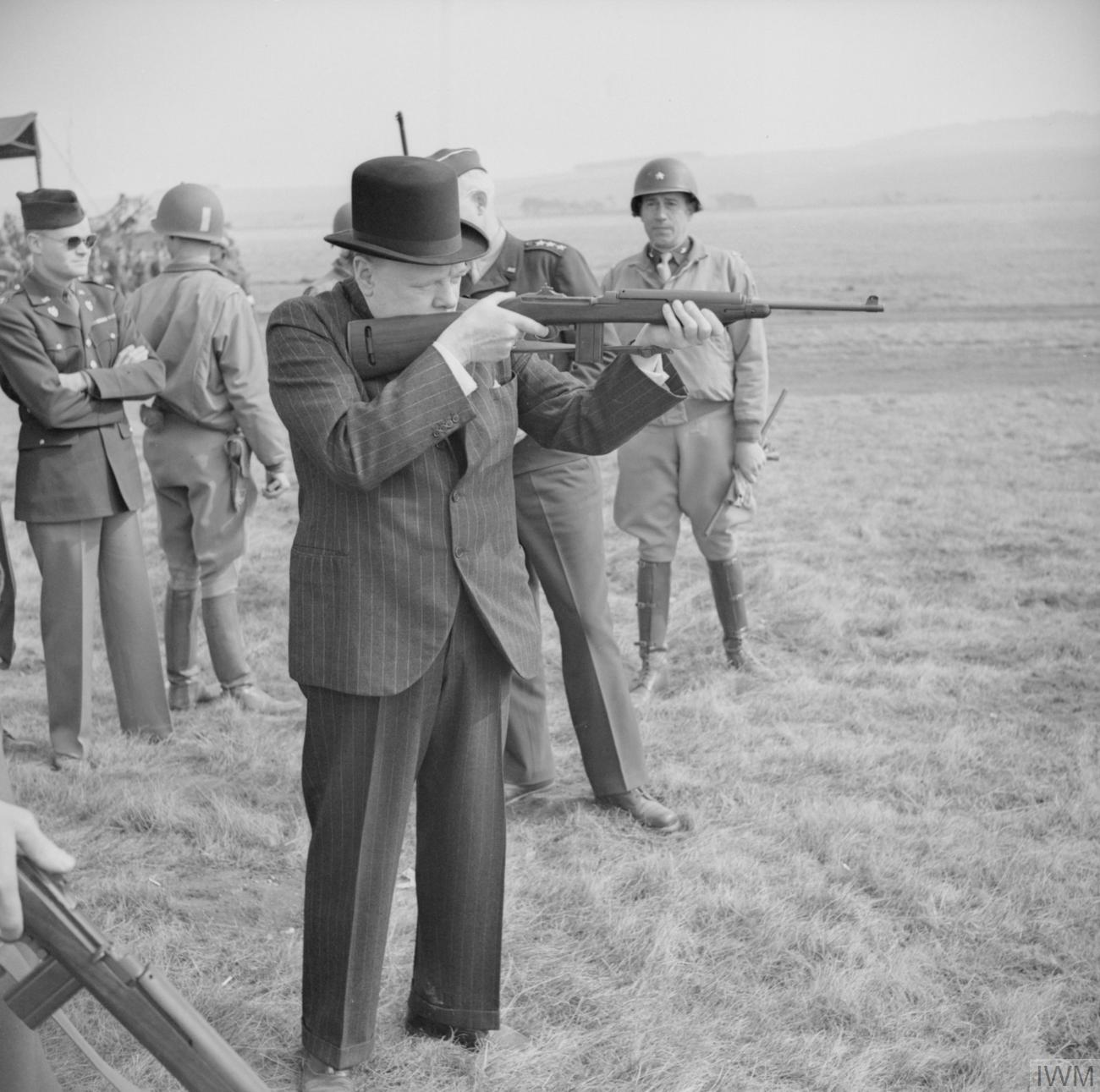
Winston Churchill spara con una Carabina M1 durante l'incontro con la 2ª Divisione Corazzata a Salisbury Plain, il 23 marzo 1944.

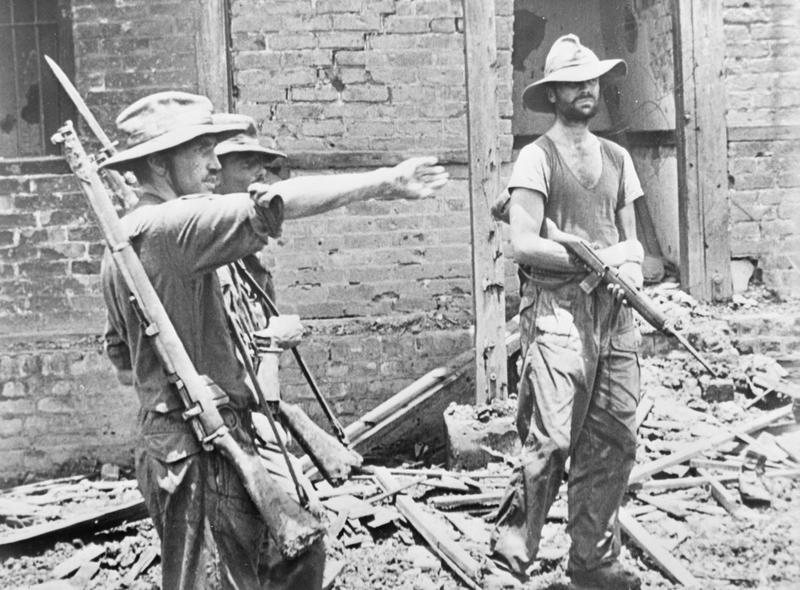
Il brigadiere "Mad" Mike Calvert (a sinistra) dà ordini al Luogotenente-Colonnello Shaw, mentre il Maggiore James Lumley attende con la sua Carabina M1 sotto il braccio, dopo la conquista di Mogaung in Birmania, nel giugno 1944.

Dopo la Seconda guerra mondiale, le carabine M1 e M2 vennero largamente esportate verso i paesi alleati degli Stati Uniti (1.015.568 verso la Corea del Sud, 793.994 in Vietnam del Sud, 269.644 in Francia ecc.) dove furono usate come armi da prima linea persino durante l'epoca della Guerra del Vietnam, e continuano anche oggi ad essere usate da militari, forze di sicurezza e corpi di polizia di tutto il mondo.

### Esercito britannico
Durante la Seconda guerra mondiale, i componenti dello Special Air Service dell'Esercito britannico usarono le carabine M1 e la sua variante M1A1 solamente dopo il 1943. L'arma fu adottata semplicemente perché le autorità alleate decisero di inserire delle armi calibro .30 derivanti da stock statunitensi all'interno di contenitori di armi paracadutati e forniti ai gruppi di resistenza che rispondevano all'organizzazione britannica dello Special Operations Executive (SOE), oppure successivamente all'Office of Strategic Services (OSS). Tale decisione si basò sull'assunto che tali gruppi dotati di questo armamento avrebbero operato in aree all'interno dei confini operativi delle forze statunitensi impegnate nell'Operazione Overlord. L'arma si rivelò particolarmente adatta alle operazioni portate avanti dai due reggimenti britannici, due reggimenti francesi e un reggimento belga. La carabina M1 si rivelò abbastanza maneggevole per i lanci con paracadute, e in aggiunta poteva essere facilmente caricata sulle jeep. Anche alcune unità specializzate nella raccolta di informazioni, come la No. 30 Commando supportata dalla Divisione Intelligence Navale dell'Ammiragliato britannico, che operò in tutto il teatro operativo degli Alleati, fecero uso della carabina M1. La carabina continuò a essere adoperata persino durante l'Emergenza malese dalle Forze di polizia della Polizia reale della Malesia assieme ad altre unità dell'Esercito britannico, le quali vennero dotate della carabina M2 sia per pattugliamenti nella giungla che per la difesa degli avamposti. Anche il corpo di polizia federale dell'Irlanda del Nord, il Royal Ulster Constabulary, adoperò la carabina M1.

### Esercito tedesco
Piccoli numeri di Carabine M1 furono usate dalle forze tedesche nella Seconda guerra mondiale, specialmente dopo il D-Day, con la designazione Selbstladekarabiner 455(a). La (a) indica la provenienza dell'arma, Amerika. Dopo la guerra l'arma rimase in uso presso le forze di polizia della Repubblica Federale tedesca fino agli anni '50. Le armi riportavano il marchio del corpo che le utilizzava: ad esempio, quelle usate dalle pattuglie di confine erano marchiate Bundeesgrenzschutz.

### Esercito giapponese
Una variante della Carabina M1 fu prodotta in Giappone subito dopo la Seconda guerra mondiale dalla Howa Machinery sotto la supervisione americana. Le armi finirono alle forze armate giapponesi e un gran numero di esse giunse nell'Indocina durante la Guerra del Vietnam.

### Forze armate israeliane (I.D.F.)
La Carabina M1 fu impiegata anche dalle forze speciali Palmach durante la Guerra arabo-israeliana del 1948. Data la sua ergonomia e semplicità, l'arma continuò poi ad essere utilizzata in Israele fin dopo l'unificazione. La polizia utilizza ancora l'arma per i volontari Mash'az.

### Esercito francese
Gli Stati Uniti fornirono alla Francia 269.644 Carabine M1 e M2 fino al 1963. L'arma fu usata dai francesi durante gli scontri in Indocina e nella Guerra d'Algeria. L'arma fu particolarmente apprezzata dalle forze francesi nel Vietnam poiché molto maneggevole e adatta a scontri sulla breve distanza.

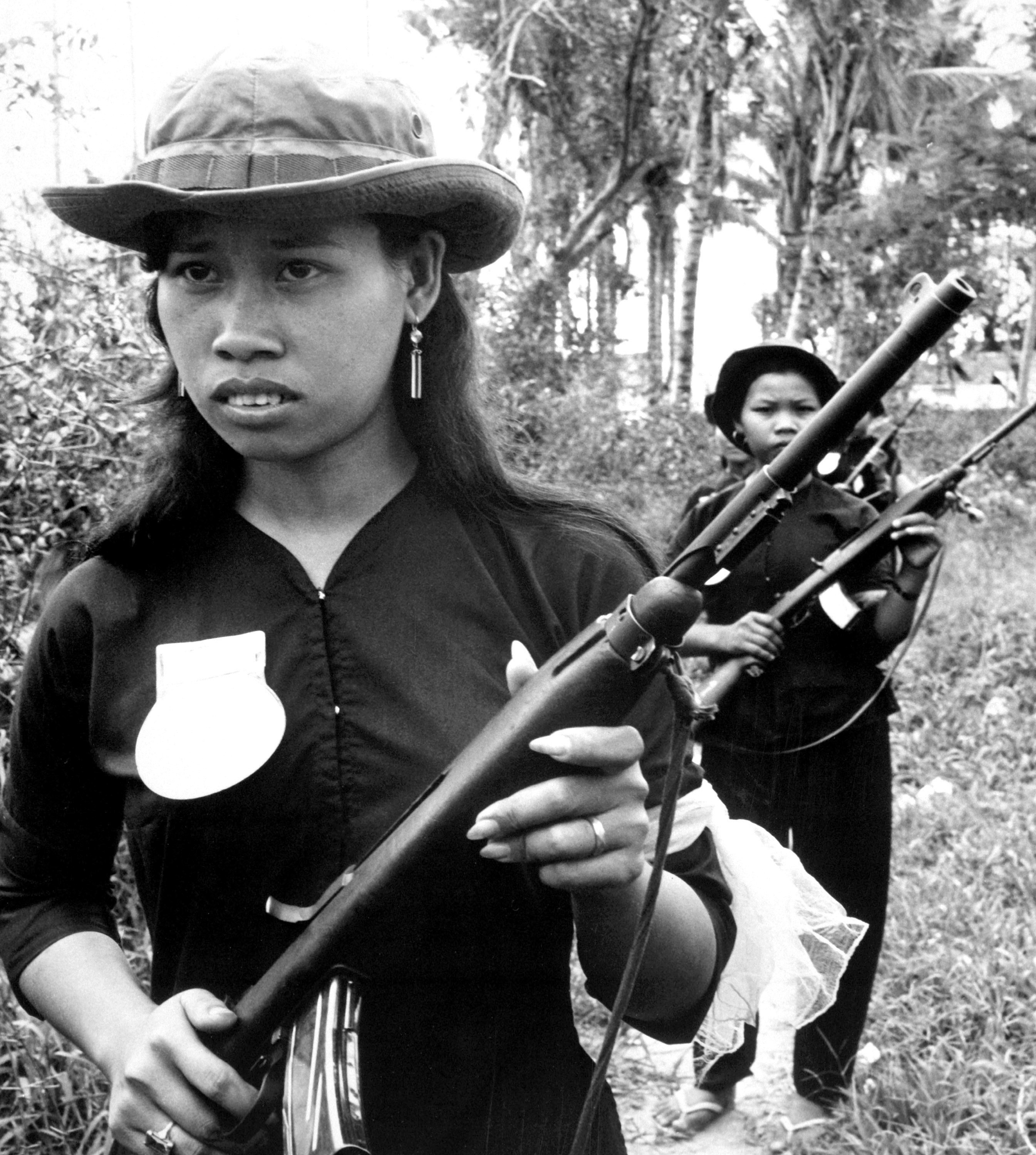
Membri delle Forze popolari Sud-vietnamite armati di Carabine M1.

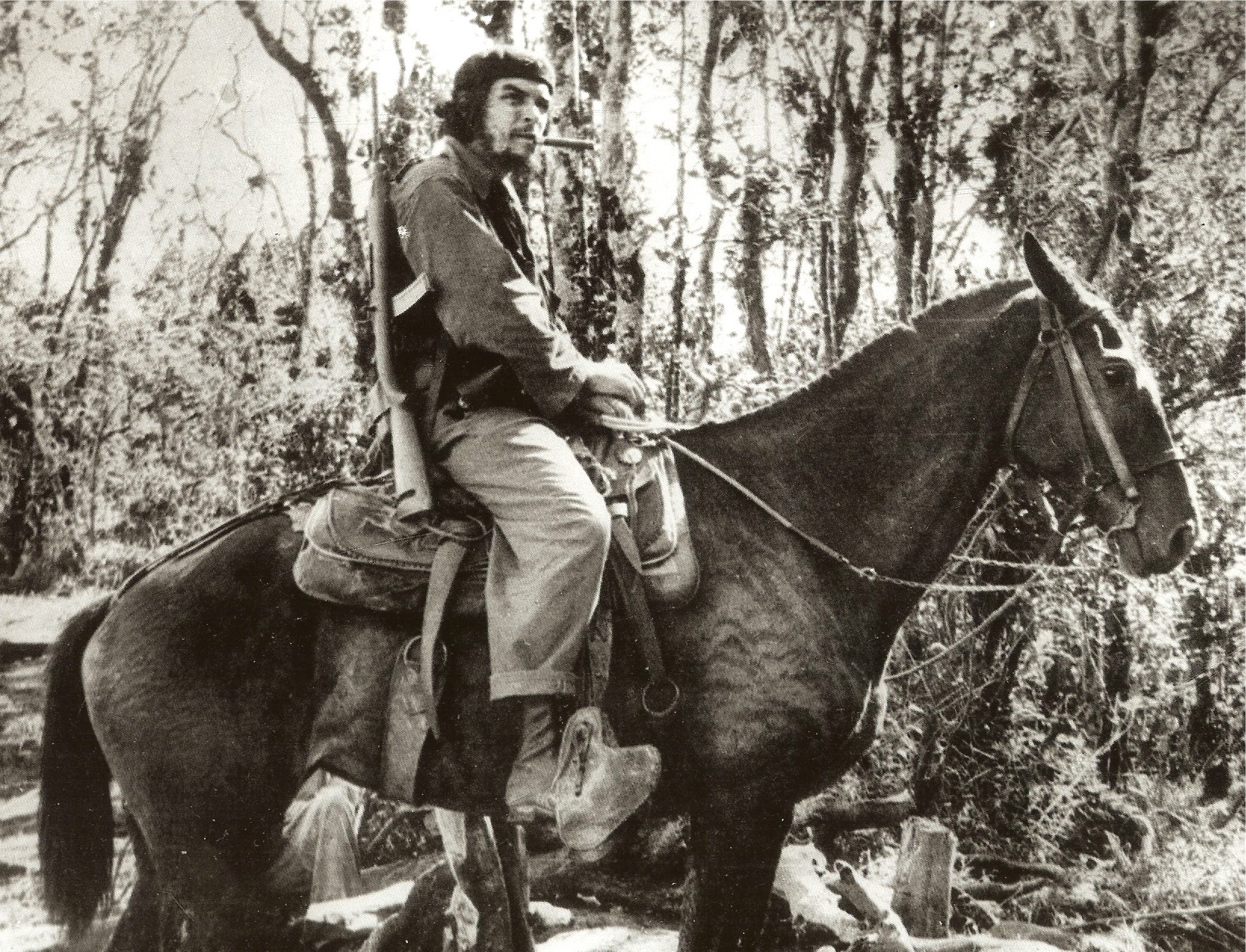
Che Guevara su un mulo nella provincia di Las Villas, Cuba, nel novembre 1958, armato di Carabina M2.

### Esercito sud-vietnamita
Gli Stati Uniti fornirono all'esercito sud-vietnamita 793.994 Carabine M1 tra il 1963 e il 1973. Assieme alle decine di migliaia di Carabine abbandonate in Indocina dall'esercito francese in ritirata, durante la Guerra del Vietnam le Carabine M1 e M2 furono le armi più usate e rimasero in dotazione fino alla caduta di Saigon. I sud-vietnamiti ricevettero anche 220.300 M1 Garand, 520 M1C/M1D e 640.000 M16.
I Vietcong entrarono in possesso di grandi quantità di Carabine M1 e M2 abbandonate dai francesi, oltre a quelle passate da NVA, Corea del Nord e Cina. Col tempo, l'arma finì per essere rimpiazzata dai più moderni SKS e AK-47.

### Esercito sud-coreano
Le forze armate della Repubblica di Corea ricevettero 1.015.568 Carabine tra il 1963 e il 1972. Assieme a centinaia di migliaia di Carabine e Garand, la Corea del Sud divenne uno dei maggiori beneficiari di armi statunitensi, sia durante che dopo la Guerra di Corea.
La Repubblica di Corea prese parte attiva anche durante la Guerra del Vietnam. Dal 1964 al 1973, la Corea del Sud inviò 300.000 truppe in Vietnam, armandone la maggior parte con Carabine M1 e Garand. Le forze coreane erano le seconde per numero in Vietnam, maggiori persino di quelle australiane e neozelandesi.

### Eserciti irregolari
Le Carabine M1 e M2 furono molto usate da militare, polizia, forze di sicurezza e combattenti della guerriglia, specialmente durante le numerose guerre civili dell'America Latina prima degli anni '90, quando furono rimpiazzate da armi più moderne. Menzione merita Che Guevara che utilizzò l'arma in versione M1 durante la Rivoluzione Cubana e in Bolivia, dove usò la M2 e dove fu poi assassinato da un soldato boliviano armato di Carabina anch'essa M2.
A Rio de Janeiro, il reparto di polizia Batalhão de Operações Policiais Especiais (Battaglione per le Operazioni Speciali di Polizia) usa ancora Carabine M1.

## Utilizzatori
I dati sotto riportati si basano sui dati riportati nei contratti della U.S. Ordnance per la fornitura all'estero. Molti paesi hanno poi distrutto, ceduto o rivenduto le armi ad altri stati o a venditori privati.

### Ancora in uso
- Brasile[79]
- Indonesia
- Israele
- Italia

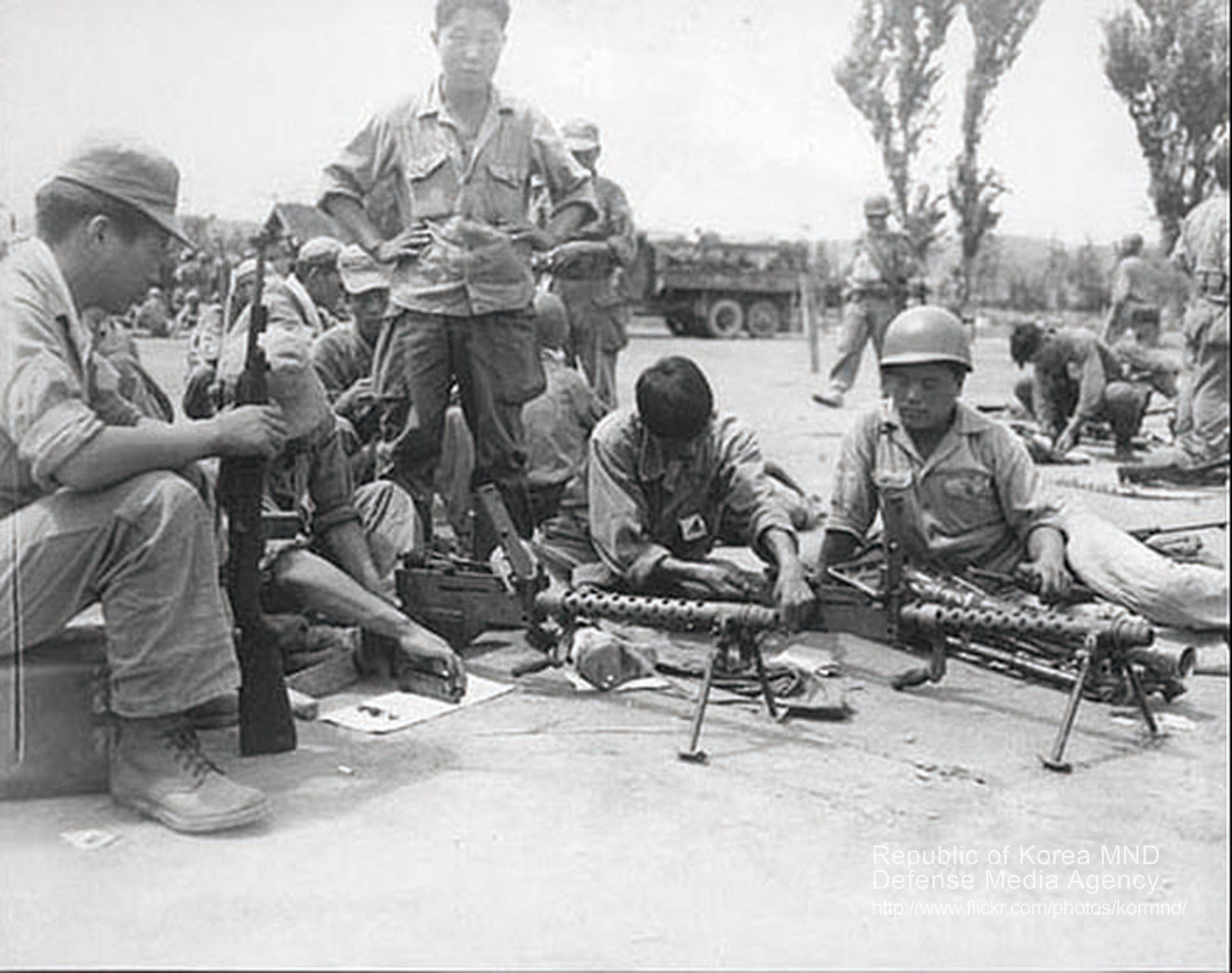
Soldati sud-coreani si addestrano con mitragliatrici M1919A6. Si noti il soldato armato di Carabina M1 sulla sinistra. Foto scattata il 13 agosto 1950.

- Corea del Sud: 1.015.558 unità[69]
- Suriname
- Taiwan: 115.948 unità[69]
- Filippine: 8.831 unità[69]

### Non più in uso
- Algeria: (Captured in large numbers from French military personnel during the Algerian Independence War)[76]
- Angola: 12.215 unità[69]
- Argentina: 12.621 unità[69]
- Austria: 39.005 unità[69][80]
- Bolivia: 13.438 unità[69]
- Birmania: 28.792 unità[69]
- Cambogia: 115.568 unità[69][81]
- Canada: 230 unità,[69][82]
- Cile: 2.877 unità[69]
- Repubblica Popolare Cinese: 361 unità[69]
- Colombia: 7.037 unità[69]
- Costa Rica: 6.000 unità[69]
- Cuba: 118 unità[69]
- Ecuador: 576 unità[69]
- El Salvador: 156 unità[69]

- Etiopia: 16.417 unità[69][83]
- Francia: 269.644 unità[69]

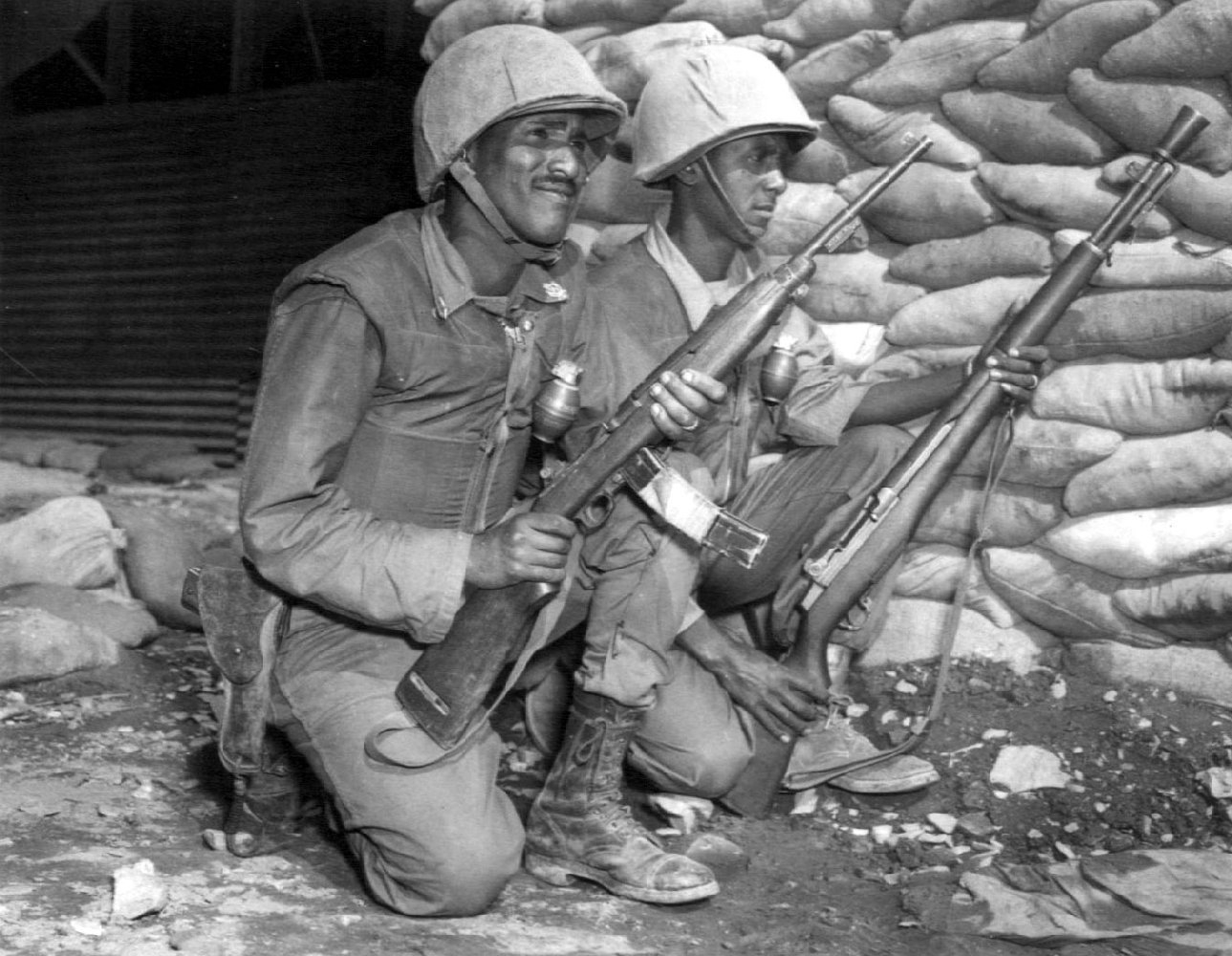
Soldati etiopi dispiegati in Corea armati di Carabine M1 nel 1953.

- Germania Nazista. Carabine M1 catturate vennero riclassificate come Selbstladekarabiner 455(a)[21]. Ci sono immagini di Fallschirmjäger e soldati della SS Leibstandarte Adolf Hitler armati con la carabina americana.[21]
- Repubblica Federale Tedesca: 34.192 unità[69]. Guardia di confine, alcune forze di polizia e i paracadutisti dell'esercito tedesco (anni '50 e '60)
- Grecia: 38.264 unità[69] in dotazione alle forze aeree greche fino agli anni '90.
- Guatemala: 6.063 unità[69][84]
- Honduras: 5.581 unità[69]
- Iran: 10.000 unità[69]
- Irlanda:[85]
- Israele: 10.000 unità[69]
- Italia: 146.863 unità[69] in dotazione ai Carabinieri fino al 1992.
- Giappone: 3.974 unità[69]
- Giordania: 1.912 unità[69]
- Laos: 74.587 unità[69]
- Libano: 900 unità[69]
- Liberia: 80 unità[69][86]
- Libia: 106 unità[69]
- Malaysia[87]
- Messico: 48.946 unità[69] in dotazione a reparti di polizia e forze di sicurezza.
- Marocco: 945 unità[69]

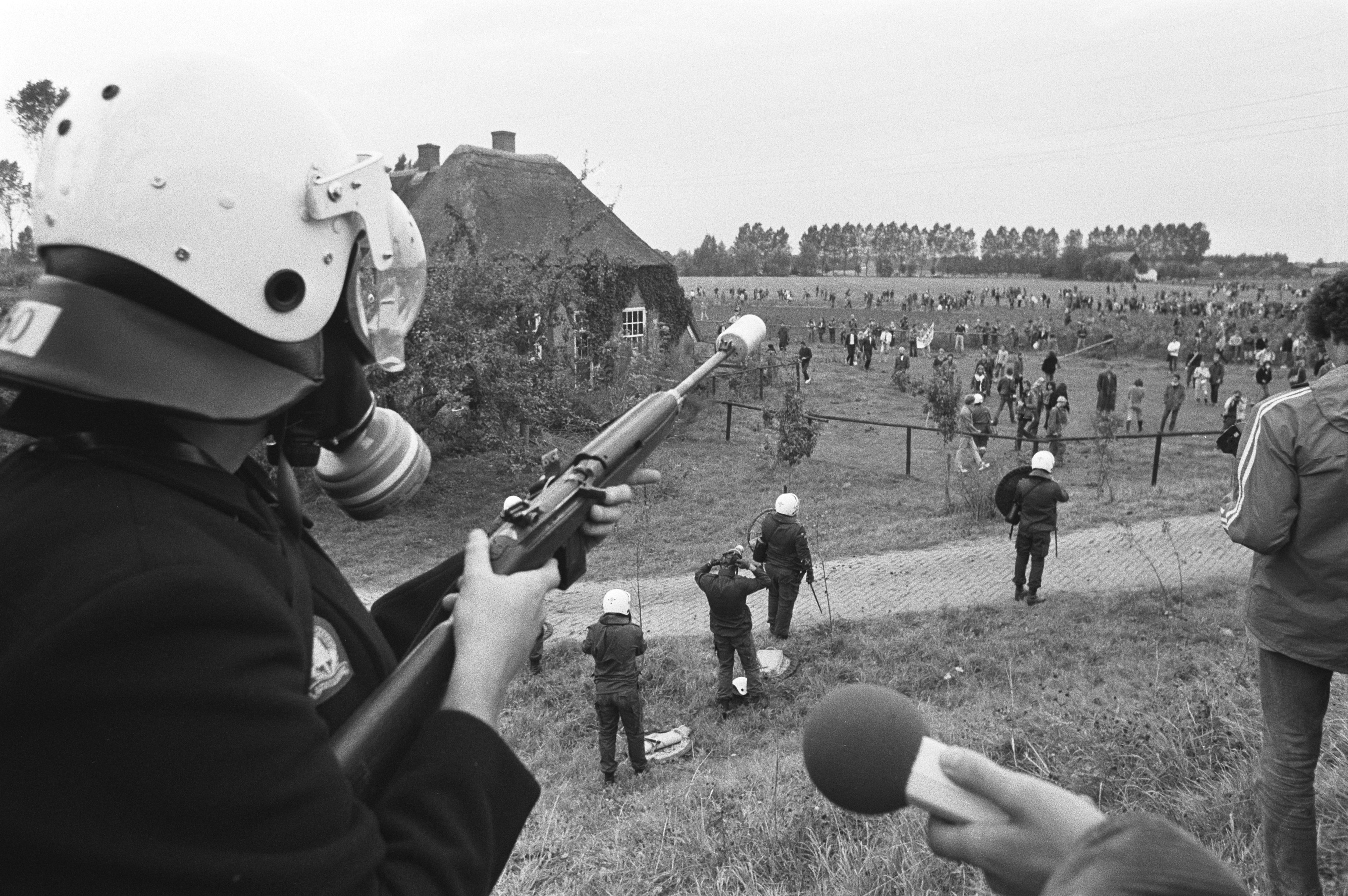
Agente di polizia olandese spara granate lacrimogene da una Carabina M1 durante proteste e dimostrazioni contro l'impianto nucleare di Dodewaard. 18 settembre 1981.

- Paesi Bassi: 84.523 unità[69]
- Nicaragua: 121 unità[69]
- Nigeria: 100 unità[69]
- Norvegia: 98.267 unità[69] usate dalla polizia fino agli anni '90.
- Pakistan: 45 unità[69]
- Panama: 917 unità[69]
- Perù: 821 unità[69]
- Vietnam del Sud: 793,994 unità[69]
- Thailandia: 73,012 unità. Conosciuta localmente come ปสบ.87.
- Tunisia: 771 unità[69]
- Turchia: 450 unità[69] usate durante la Guerra di Corea[88].
- Regno Unito: 200.766 unità[69] in uso limitato nell'esercito dal 1943 fino agli anni '60.
- Stati Uniti: 6.110.730 unità[69]
- Uruguay: 32.346 unità[69]
- U.R.S.S.: 7 unità[69]
- Vietnam[69][89]

## Varianti
Le varianti standard della carabina ufficialmente prodotte e supportate furono M1, M1A1, M2 e M3.

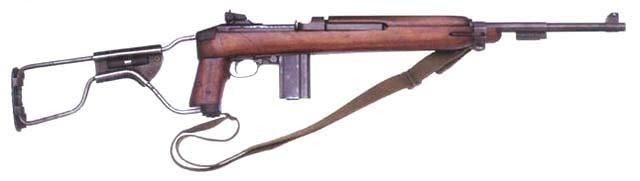
Carabina M1A1 in configurazione "Parà" con calcio abbattibile, attacco per baionetta e organi di mira regolabili.

### U.S. Carbine, Caliber .30, M1A1
Con circa 150.000 esemplari prodotti, le Carabine M1A1 con calcio abbattibile furono prodotte esclusivamente dalla Inland (all'epoca divisione della General Motors) e nei primi modelli si trovava esclusivamente la diottra doppia fissa e non l'attacco per la baionetta. C'è anche da dire che la Inland produsse contemporaneamente anche migliaia di carabine standard. Quando dopo la Guerra gli arsenali militari rimettevano in sesto le armi, spesso le calciature venivano sostituite, per cui le Carabine M1A1 con calcio abbattibile oggi risultano estremamente rare.

### U.S. Carbine, Caliber .30, M1A2
La Carabina M1A2 è una variante proposta per colmare i difetti della M1: prevedeva l'introduzione di una diottra migliorata regolabile in alzo e deriva. La "produzione" si limitò alla conversione di vecchie Carabine M1 con l'aggiunta delle nuove migliorie, l'arma non fu mai in catalogo ufficialmente.

### U.S. Carbine, Caliber .30, M1A3
La M1A3 era tecnicamente una variante che avrebbe dovuto rimpiazzare la Carabina M1A1 ma che in effetti non fu mai distribuita. Il calcio pieghevole (underfolder) a stampella, ben più rigido, avrebbe sostituito quello abbattibile.

### U.S. Carbine, Caliber .30, M2

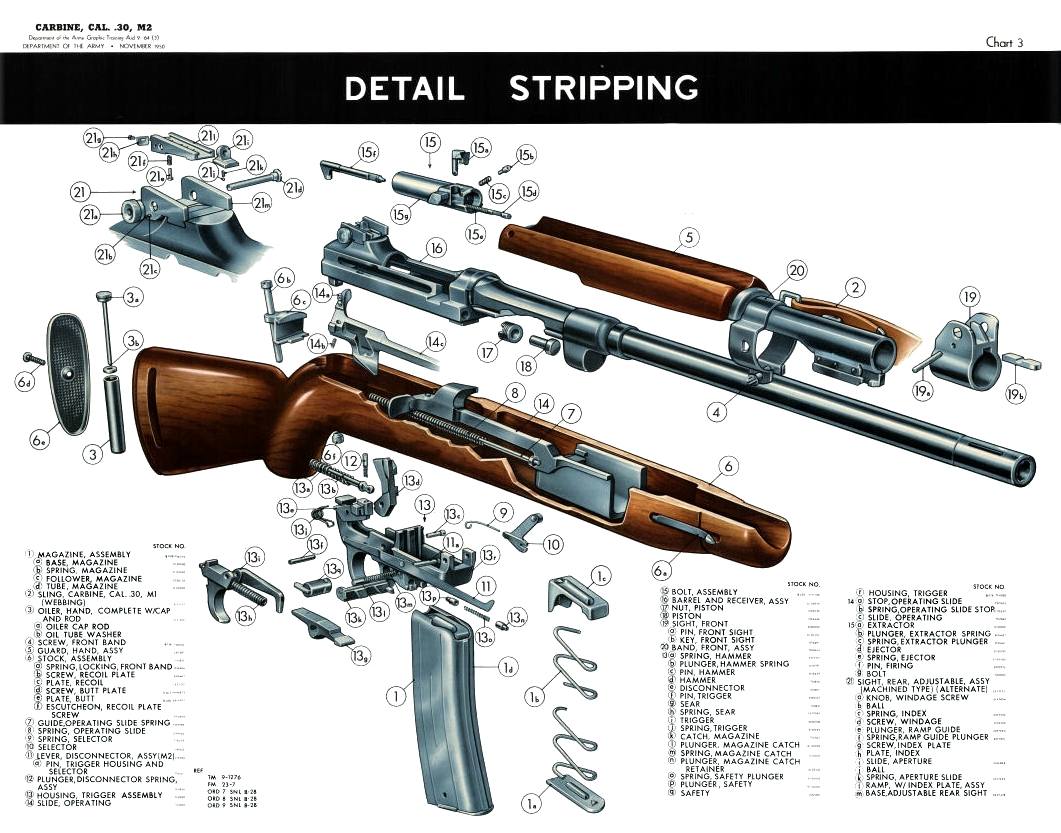
Un esploso della Carabina M2.

Inizialmente era previsto che la Carabina M1 presentasse un selettore di fuoco, ma fu deciso di omettere la cosa per velocizzare la produzione. La capacità di tiro automatico fu integrata, assieme a mire migliorate e attacco per la baionetta, nel 1944 con il modello M2.

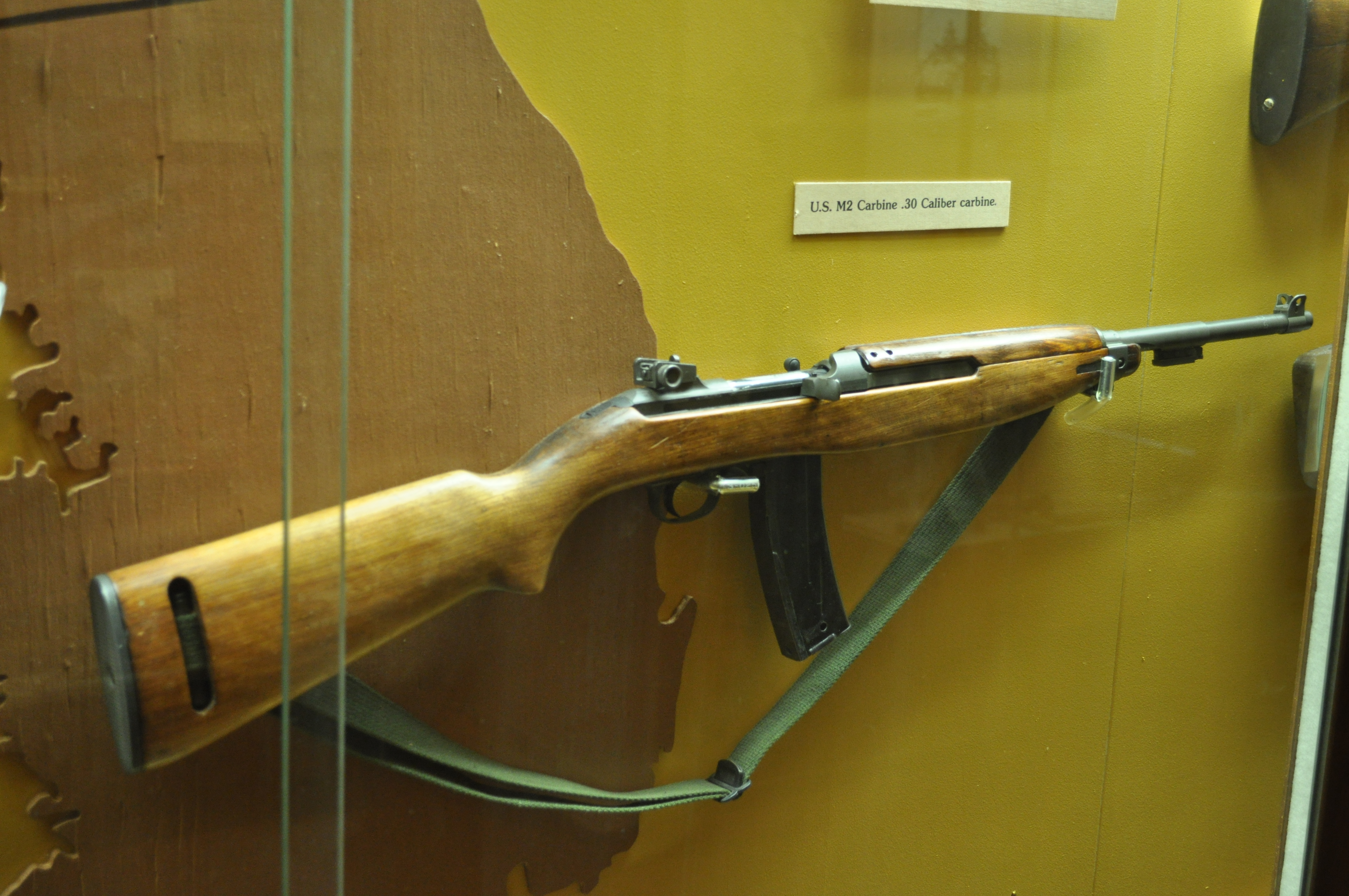
Una Carabina M2.

Sempre nel 1944 cominciarono gli studi per un kit di conversione, sviluppato dalla Inland, conosciuto come T4. La Inland ricevette un contratto per 500 kit nel settembre 1944. Nonostante la conversione risultasse soddisfacente, il maggior peso del caricatore da 30 colpi causava stress eccessivo sul dente di ritenzione dello stesso, e fu necessario riprogettare anche l'aggancio. In modalità automatica, l'arma poteva sparare 750 colpi al minuto, riuscendo allo stesso tempo a sviluppare un rinculo perfettamente controllabile.
Sebbene alcune Carabine venissero marchiate in fabbrica come M2, l'unica differenza sostanziale tra M1 e M2 risiedeva nel gruppo di scatto. Legalmente, una Carabine M2 risulterà sempre una mitragliatrice per l'NFR.
Fu anche introdotto un nuovo otturatore curvo per rimpiazzare quello piatto. Sebbene molti parlino di "otturatore M2" in realtà il pezzo divenne standard anche nella produzione di carabine M1 e rimase lo standard fino alla cessazione della produzione. L'otturatore era leggermente più pesante del precedente modello, e la cosa contribuiva a ridurre il rateo di fuoco dell'arma, rendendola estremamente controllabile.
Nonostante l'alta richiesta, pochissime Carabine M2 videro servizio attivo durante la Seconda gueraa mondiale, e unicamente nel Pacifico. La M2 era logisticamente compatibile con gli altri milioni di M1, offrendo allo stesso tempo una migliore gittata, più precisione e maggiore penetrazione delle pistole mitragliatrici allora in servizio. Proprio per questo nel dopoguerra, la Carabina M1/M2 rimpiazzò rapidamente le pistole mitragliatrici in servizio, prima di essere rimpiazzata a sua volta dall'M16.
La M2 vide servizio estensivo in Corea. Uno studio dettagliato sull'efficacia della carabina M2 fu portato avanti da S.L.A. Marshall. Scoprì che diverse truppe si lamentavano della scarsa gittata dell'arma, che permetteva ai nemici di avvicinarsi quel tanto che bastava a lanciare efficacemente delle granate. Un'analisi ancora più precisa dimostrò però che le truppe che si lamentavano avevano la tendenza ad esaurire rapidamente le munizione poiché usavano l'arma in modalità automatica. La Carabina era di solito limitata alle truppe nelle retrovie, che assistevano a poche azioni di combattimento. Marshall notò come tutte le uccisioni registrate con Carabina M1/M2 rientravano in un raggio di 50 m. Non deve quindi stupire che l'arma fosse particolarmente apprezzata per la pattuglie notturne. L'ultimo servizio attivo per la Carabina M2 fu il Vietnam.
Molti contemporanei faticano a classificare la Carabina. Da un lato è più potente delle armi camerate per proiettili da pistola, al punto che taluni la classificano come fucile d'assalto, sebbene spari un proiettile meno performante dell'StG 44. Allo stesso modo si potrebbe vedere l'arma come un'antenata delle moderne PDW (Personal Defense Weapons), come il P90, nonostante il diverso tipo di munizionamento.

### U.S. Carbine, Caliber .30, M2A2
In realtà, la Carabina M2A2 non è altro che una Carbina M2 rientrata negli arsenali e rimessa a nuovo per poi essere rivenduta sul mercato estero.

### U.S. Carbine, Caliber .30, M3

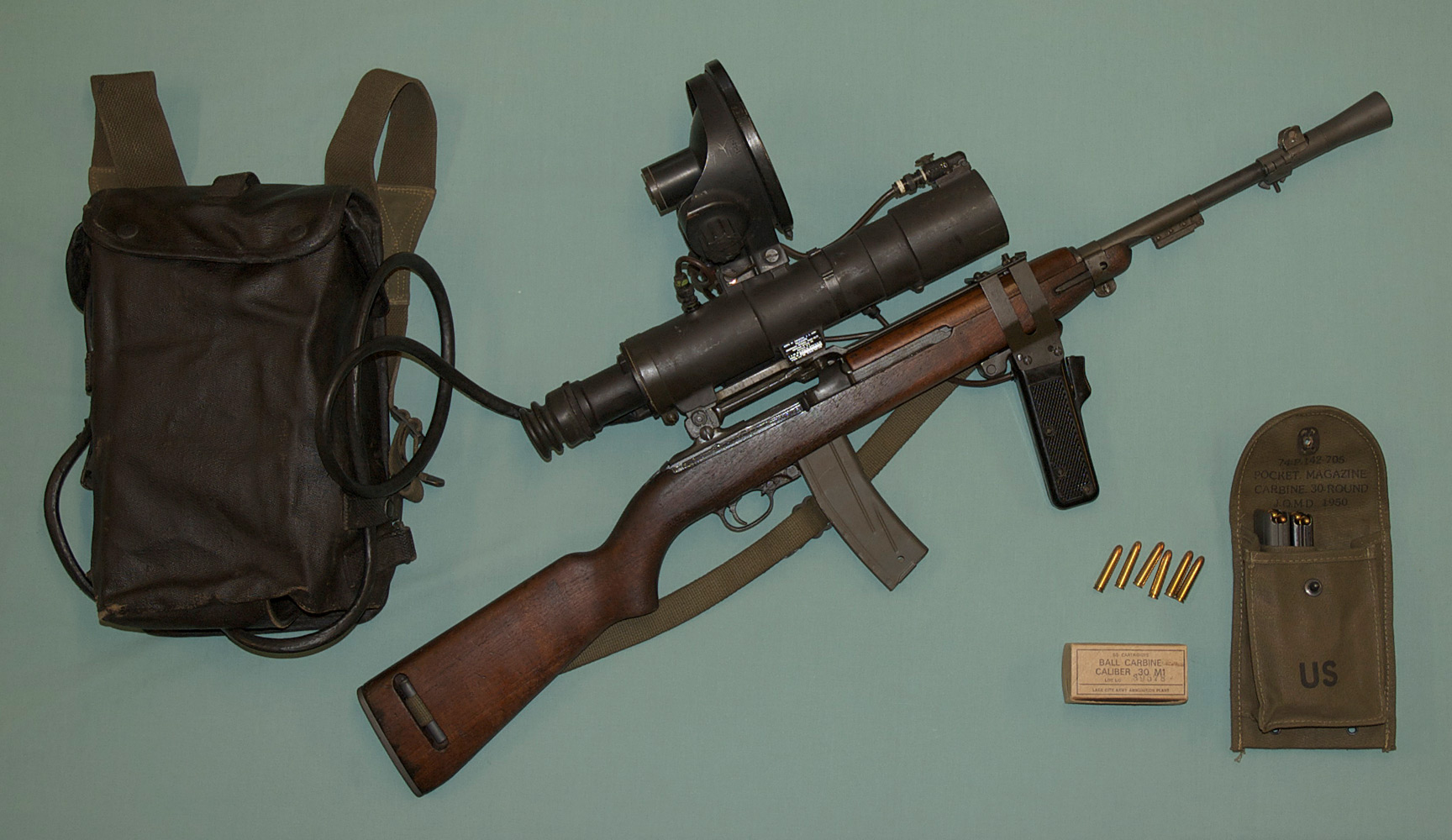
Una Carabina M3 Originale della Guerra di Corea.

La Carabina M3 altro non era che una M2 dotata di slitta per il montaggio di un'ottica infrarossi notturna. Inizialmente, l'arma fu dotata di M1 Sniperscope e vide il primo turno di servizio ad Okinawa nel 1945. Prima della classificazione definitiva l'arma e il mirino erano conosciuti con la denominazione T3 e T120. L'arma subì continue modifiche e durante la Guerra di Corea si era arrivati ad usare il mirino M3.
Il puntatore permetteva di estendere il campo visivo notturno attorno ai 100 m. Nelle ultime fasi della Guerra di Corea, venne introdotta una variante migliorata della M3, equipaggiata con un aggancio migliorato, grip anteriore e puntatore M3. La nuova variante riusciva a raggiungere i 125 metri di visione. Alla fine, La M3 con il rispettivo mirino vennero superate dai dispositivi di visione notturna passivi, che però richiedevano proiettili da fucile con traiettorie più tese per un uso agevole.

## Derivati

### Ingram SAM
I fucili Ingram SAM sono derivati dalla Carabina M1, ma camerati in 5,56 × 45 mm NATO (SAM-1), 7,62 × 39 mm (SAM-2) e 7,62 × 51 mm NATO (SAM-3). La versione SAM-1 accetta caricatori NATO standard per M16/M4, la SAM-2 quelli da AK e la SAM-3 quello dell'FN FAL.

## Produttori militari
- Inland Division (produzione: 2.632.097), unica produttrice della variante M1A1. Marchio: INLAND DIV.
- Winchester Repeating Arms (produzione: 828.059). Marchio: WINCHESTER[100]
- Saginaw Steering Gear Division, Irwin-Pedersen (production: 517.213 ) Marchi: SAGINAW S.G. (370,490) e IRWIN-PEDERSEN (146.723)
- Underwood Elliot Fisher (produzione: 545.616). Marchio: UNDERWOOD
- National Postal Meter (produzione: 413.017). Marchio: NATIONAL POSTAL METER
- Quality Hardware Manufacturing Corp. (produzione: 359,666). Marchio: QUALITY H.M.C.
- International Business Machines (produzione: 346.500). Marchio: I.B.M. CORP
- Standard Products (produzione: 247.100). Marchio: STD. PRO.
- Rock-Ola Manufacturing Corporation (produzione: 228.500). Marchio: ROCK-OLA[101]
- Commercial Controls Corporation (produzione: 239). Marchio: COMMERCIAL CONTROLS

## Copie commerciali
Diverse compagnie produssero copie della Carabina M1 dopo la Guerra. Alcune compagnie usavano parti di kit militari combinate con pezzi commerciali, mentre altre producevano interamente i propri pezzi, che difficilmente però risultavano buoni quanto gli originali. Tutte queste copie vennero prodotte per il mercato civile e i corpi di polizia e non vennero mai usate dai militari.
Nel 1963, il progettista Melvin M. Johnson introdusse una versione della carabina M1 che denominò Spitfire, camerata per il proiettile 5,7 mm (.22 Spitfire). L'arma sparava una palla da 40 grani (2,6 g) con una velocità alla volata di 870 m/s (ovvero un'energia di 980 J). Johnson disse che l'idea era quella di un'arma adatta all'uso nella giungla. Se è vero che l'idea ebbe alcune applicazioni militari, quando combinata con la capacità automatica della M2, si decise di non adottare l'arma e questo determinò la cessazione della produzione della Spitfire dopo pochi esemplari.

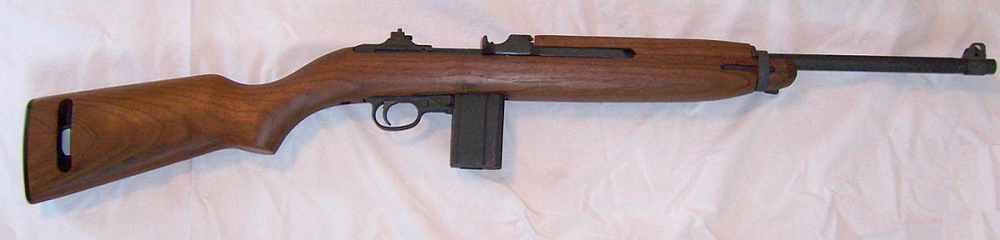
Una carabina AOM-130 prodotta nel 2007 dalla Auto-Ordnance.

Più recentemente, per l'esattezza nel 2005, la divisione Auto-Ordnance della Kahr Arms ha cominciato la produzione di una sua replica della Carabina M1 sulla base degli esemplari forniti all'esercito nel 1944, con la diottra regolabile e l'attacco per la baionetta. La Auto-Ordnance aveva già prodotto diverse parti per la IBM durante la Guerra, ma mai armi complete. I due modelli AOM110 e AOM120 (non più in produzione) presentavano un calcio in legno di betulla, castelli parkerizzati, diottra abbattibile e canne senza attacco per la baionetta. Gli attuali modelli AOM130 e AOM140 sono identici ma presentano un calcio il legno di noce.
Nel 2014, la Inland Manufacturing di Dayton (Ohio) ha introdotto una replica della Inland M1 Carbine. La Inland Manifacturing è un'azienda privata che produce repliche della M1 e M1A1 prodotte dalla divisione Inland originale tra il 1941 e il 1945. La nuova arma della Inland presenta tutte le caratteristiche dell'originale: attacco per baionetta di tipo 3, diottra regolabile, sicura a pressione, otturatore stondato, calcio in noce e caricatore da 15 colpi. L'arma monta l'attacco per i caricatori da 30 colpi nel caso l'utente voglia montarli. Il modello M1A1 è invece basato sulla produzione del 1944.
Una compagnia Israeliana (la Advanced Combat Systems) offre una variante modernizzata e bullpup della Carabina, denominata Hezi SM-1. La compagnia dichiara una precisione di 1,5 MoA a 100 metri.
Alcuni dei produttori commerciali più famosi sono:
- Alpine di Azusa, California[108]
- AMAC or Jacksonville, Arkansas (quando acquisì la Iver Johnson Arms)[109]
- AMPCO di Miami, Florida[110]
- Bullseye Gun Works di Miami, Florida[111]
- Crosman Air Rifle ha prodotto un clone della Carabina M1[112]
- ERMA's Firearms Manufacturing di Steelville, Missouri[113]
- Erma Werke di Dachau, Baviera, produsse le Carabine M1 usate dalla polizia della Repubblica Federale Tedesca dopo la Seconda guerra mondiale. Produsse anche varianti in calibro .22 per addestramento ed esportazione[114][115].
- Federal Ordnance di South El Monte, California[116]
- Fulton Armory di Savage, Maryland[117]
- Global Arms[118]
- Haas & Storck di Plainfield, New Jersey (prima dell'attuale Plainfield Machine)[119]
- Howa diNagoya, Giappone, assemblò carabine per i militari giapponesi e thailandesi, oltre ad un piccolo numero di armi da caccia[120].
- Inland Manufacturing di Dayton, Ohio[121]
- Israel Arms International di Houston, Texas, assemblò varie carabine con pezzi provenienti dai luoghi più disparati[122].
- The Iver Johnson Arms di Plainfield, New Jersey (e poi di Jacksonville, Arkansas) acquisì i macchinari per produrre le Carabine M1 creando la variante denominata Enforcer[123].
- Johnston-Tucker di St. Louis, Missouri[124]
- Millvile Ordnance (MOCO) di Union, New Jersey (predecessore della H&S)[125].
- National Ordnance di Azusa, California (poi trasferita a South El Monte, California)[126].
- NATO di Atlanta, Georgia[127]
- Plainfield Machine Company di Plainfield, New Jersey
- P.O. Box a Dunellen, New Jersey[128]
- Rock Island Armory di Geneseo, Illinois[129]
- Rowen, Becker Company di Waterville, Ohio[130]
- Springfield Armory di Geneseo, Illinois.[131]
- Texas Armament Co. di Brownwood, Texas[132]
- Tiroler Sportwaffenfabrik und Apparatenbau GmbH di Kugstein, Austria, produsse un'arma ad aria compressa che ricordava il funzionamento della M1 per l'addestramento in Austria e Germania Ovest[133].
- Universal Firearms di Hialeah, Florida. Le prime armi erano assemblate (come spesso accadeva) da kit preesistenti. Solo dal 1968 la compagnia cominciò a produrre la "New Carbine" che ricordava come aspetto l'M1 ma risultava funzionare in tutt'altro modo, senza quindi presentare intercambiabilità di parti con le armi originali[134]. La Universal fu acquisita da Iver Johnson nel 1983 e spostata a Jacksonville, Arkansas, nel 1985.
- Williams Gun Sight di Davison, Michigan, produsse una serie di 50 Carabine M1 modernizzate[135].Patty Hearst che impugna una Carabina M1 "Enforcer" durante il famoso tentativo di rapina.

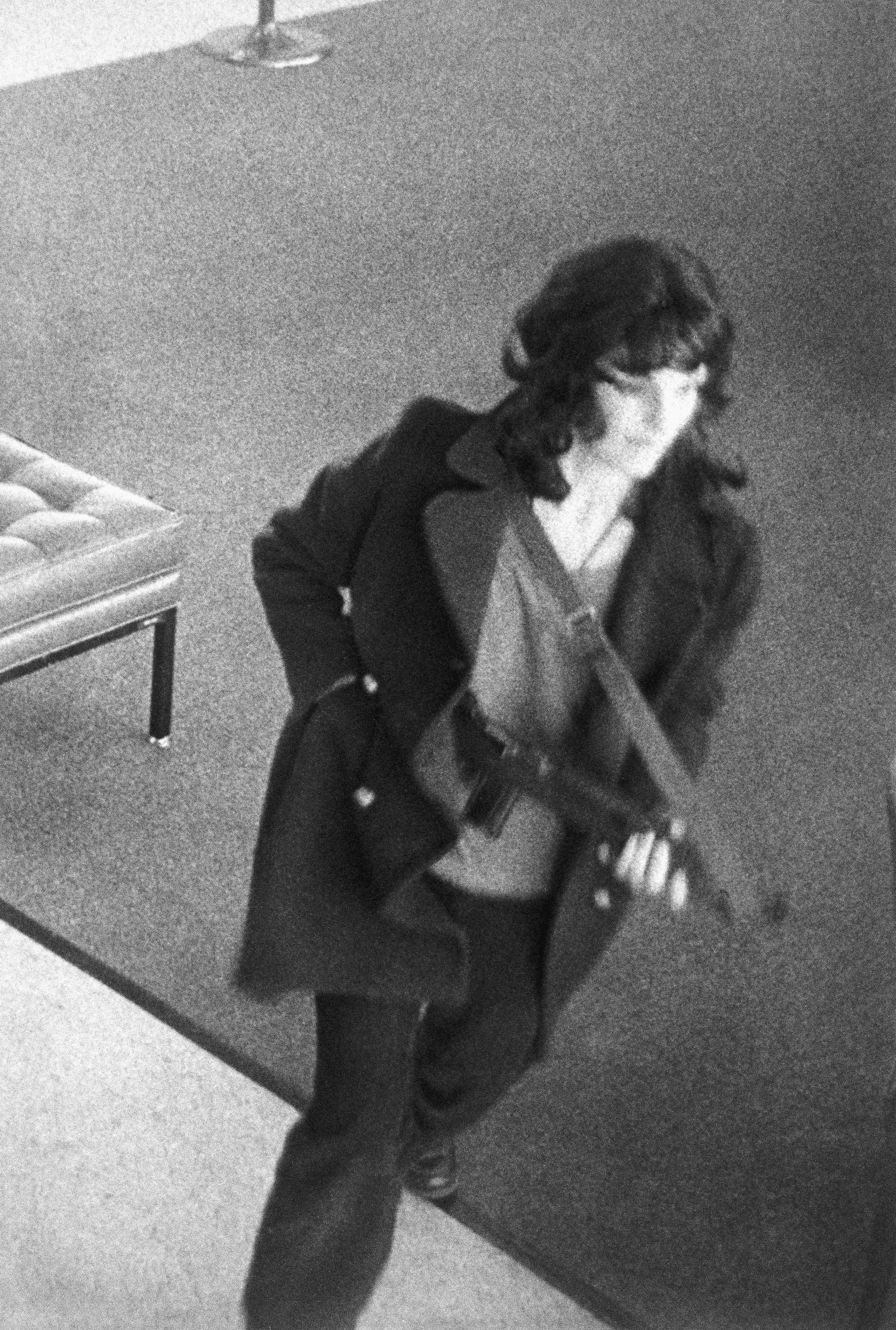
Patty Hearst che impugna una Carabina M1 "Enforcer" durante il famoso tentativo di rapina.

## Tipi di munizionamento
Di seguito una lista delle munizioni impiegate nella Carabina M1:
- Cartridge, Caliber .30, Carbine, Ball, M1
- Cartridge, Grenade, Caliber .30, M6 (usata anche come cartucci a asalve, vista la mancanza di munizioni dedicate)
- Cartridge, Caliber .30, Carbine, Dummy, M13
- Cartridge, Caliber .30, Carbine, Ball, Test, High Pressure, M18
- Cartridge, Caliber .30, Carbine, Tracer, M16 (considerata anche incendiaria da alcuni cataloghi)
- Cartridge, Caliber .30, Carbine, Tracer, M27 (meno vistosa e senza effetto incendiario)